# Xiongnu
Los xiongnu (en chino tradicional: 匈奴 tr. pinyin xīongnú Wade-Giles: Hsiung-nu; resconstrucción fonética del chino clásico: /*qʰoŋ.nˤa/) fueron una confederación de pueblos nómadas de las estepas orientales, generalmente diseminados a lo largo del territorio de la actual Mongolia. Los registros legados por Sīmǎ Qiān (司馬遷) en el Shǐ Jì (史記), nos muestran cómo ya desde el siglo III a. C. controlaban un vasto guó (國)(país) extendido a lo largo de las estepas orientales hasta llegar a mantener cierto control sobre las lejanas ramificaciones situadas al noroeste (como los dīngling 丁零) e incluso en diversas épocas, consiguiendo mantener el control de algunos de los Estados situados en torno a las regiones al norte de la Ruta de la Seda. No obstante, su principal centro de operaciones y las regiones más disputadas a lo largo de su dilatada existencia la configuraron siempre en las estepas orientales, tal y como demuestran los múltiples hallazgos descubiertos en el sur de la actual Siberia, el oeste de la actual Manchuria y las modernas circunscripciones chinas de Mongolia Interior, Gansu y Sinkiang. Los orígenes y la composición étnica de esta magna confederación, lejos de estar aclarados, suponen un verdadero reto al día de hoy, habida cuenta de la parquedad y ambigüedad en múltiples ocasiones a la hora de catalogar las bù (部) (secciones) que componían todo el Estado xiongnu. No obstante, Sīmǎ Qiān coloca como ancestros directos, en una genealogía comparativa, a algunos de los antagonistas principales de la época de los Cinco Emperadores, como los shānróng (山戎) o los xiǎnyǔn (獫狁). A pesar de ello, estas últimas anotaciones legadas por Sīmǎ Qiān al inicio de la biografía de los xiongnu (volumen 110), deben ser tomadas puramente como una referencia más bien legendaria que una afirmación basada en una hipotética correlación de datos.
Al mismo tiempo, se debe tener en cuenta que las relaciones entre la dinastía Han y los xiongnu pasaron por varios períodos, en los que podía existir una tácita paz sustentada en matrimonios enlazados, o bien algunos episodios prolongados de máxima hostilidad, que llevaría a los Húangdì (皇帝) a grandes y costosas campañas, que no consiguieron en última instancia someter al enemigo. Por parte de los xiongnu, tampoco hubo una política exitosa en su avance y defensa contra los Hàn, siendo finalmente víctimas de la parsimoniosa y lenta política erosiva de los estrategas y altos mandos chinos. Aun siendo los principales enemigos de la dinastía y un peligro sempiterno que amenazaba en todo momento con arruinar las fronteras del noroeste y caer como una tormenta sobre el Estado, la mayor parte de la información disponible sobre la confederación ha venido legada por las vastas anotaciones de las fuentes de la época Hàn. Diferentes lingüistas han intentado en vano reconstruir la lengua de los xiongnu: todo intento se ha estrellado una y otra vez en la insostenible tarea. No existe a día de hoy prueba alguna o material que nos indique aproximadamente la lengua madre de los xiongnu. Esto, sin embargo, no ha servido de freno ni advertencia para que a lo largo del siglo pasado, diversos turcólogos intentarán esgrimir de forma muy precaria el origen de la supuesta lengua túrquica y fuente madre de la que posteriormente evolucionarían las diversas ramas túrquicas, entre ellas el propio prototurco, que sí ha dejado pruebas materiales a partir del siglo VI d.C. También encontramos otra vertiente de identificación lingüística sostenida por algunos académicos y antropólogos que defienden un posible origen a partir de la rama lingüística mongola. A pesar de diversos estudios e intentos de reconstrucción de la lengua, a día de hoy es imposible reconstruir en modo alguno el origen lingüístico xiongnu. Una tarea complicada, si tenemos en cuenta también el hecho de estar analizando la lengua de una confederación de pueblos nómadas, en la que se podía encontrar una presencia de diversas lenguas diseminadas a lo largo de miles de kilómetros de distancia, dividiéndose entre comunidades que, en muchas ocasiones, no guardaban apenas relación alguna. Aun con todo, la mayoría de titulaturas y algunos términos adjudicados a sus élites y rangos nobiliarios han sido legadas en forma de transcripción a partir del hanyu de la época Hàn, en la obra de Sīmǎ Qiān y Bān Gù (班固). De este modo, tanto el propio término utilizado para nombrarles (xiōngnú/匈奴), como el título señalado por las fuentes chinas para su gobierno (Chányú/單于), son en la práctica transcripciones del sonido de su lengua original, hoy en día desconocida. Cabe señalar que el término xiōngnu se traduce aproximadamente como "esclavo furioso", entendiendo el hanzi 匈 como "furia", "rabia", "cólera", mientras que el hanzi 奴 como "esclavo". Por último, hay que tener en cuenta que la denominación derogatoria hacia otros pueblos más allá del órbite cultural chino supuso una costumbre constante y perpetuada durante generaciones, hasta tiempos muy recientes.

## La confederación bajo la férula de MòdùnChányú(冒頓單于)

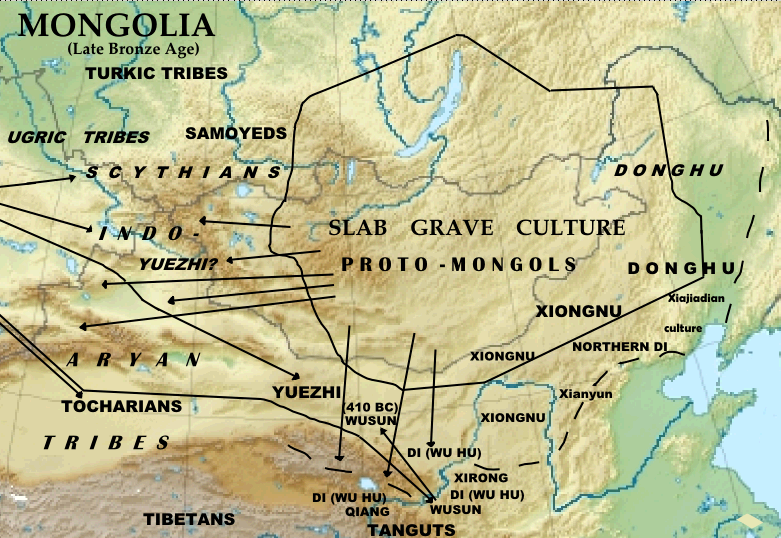
Extensión de las ramas tribales nómadas a finales de la Edad de Bronce. Este conjunto de culturas ha recibido el nombre de культура плиточных могил, es decir, "Cultura de tumbas de losas" o "Cultura de tumbas de bloques" (entre 1300 y 300 a.C), en relación a la organización y disposición de todas las tumbas que corresponden cronológicamente a esta etapa. Cabe señalar que en la mayoría de casos, los restos adscritos a tumbas xiongnu se encuentran relacionadas directamente a la rama paleosiberiana.

En 209 a. C., tan solo tres años antes de la fundación de la dinastía Han (汉) (206 a. C.-220 d. C.), Sīmǎ Qiān señala que los xiongnu fueron reunidos en una poderosa confederación bajo un nuevo Chányú, llamado Mòdùn (冒頓) (209 a. C.-174 a. C.). Al mismo tiempo, se nos indica que su padre, el denominado Tóumàn (頭曼) (240 a. C.-209 a. C.), llegó a cimentar la base de lo que sería el núcleo de la exitosa confederación, cuando los xiongnu apenas eran una las múltiples bù (部) esparcidas a lo largo de la estepa oriental. En esta época, los xiongnu, dirigidos por Tòumàn, intentaron sobrepasar la línea defensiva organizada por la dinastía Qín (秦) (221 a. C.-206 a. C.), siendo rechazados sin demasiadas dificultades. En esta época, el dominio estepario recaía en manos de dos grandes poderes vecinos de los xiongnu: por un lado, los yuèzhī (月氏), situados al oeste, y por otro lado, los dōnghú (東胡) (pueblo nómada, antepasado directo de los Wuhuan y de los Xianbei y, por ende, de lengua proto-mongólica, además de que su cultura estaba asociada con la Cultura del Xiajiadian superior), situados al este.
La génesis del origen del poder xiongnu y la fortaleza de lo que sería el mayor Estado nómada en la estepa hasta el momento, comenzaría con unos primeros pasos advertidos por Sīmǎ Qiān, tal y como se señala en los siguientes fragmentos de la biografía:
«...El Chányú tenía un tàizǐ (太子) llamado Mòdùn (209-174 a.C.). Tiempo después, llegó a tener también un hijo más joven de una Yānzhī [posterior], por lo que Tóumàn mantenía el deseo de despojar a Mòdùn [de su derecho] y erigir a su joven hijo, enviando a Mòdùn como rehén de los yuèzhī. Una vez enviado como rehén a los yuèzhī, Tòumàn se lanzó rápidamente al ataque contra los yuèzhī. [Tras esto] los yuèzhī mantenían ya el deseo de ejecutar a Mòdùn. Sin embargo, Mòdùn consiguió robarles uno de sus mejores caballos, montándolo y lanzándose a la huida hasta regresar [a sus tierras]. A su llegada, Tòumàn llegó a [alabar] su fortaleza, dando la orden para que se colocase al mando de diez mil jinetes. Como consecuencia, Mòdùn logró realizar las míngdí (鳴鏑), [ayudando a] ejercitar la presión en la arquería montada y dando la siguiente orden: "...Cuando sea disparada la míngdí, todo aquel que al mismo tiempo no sepa [la forma] de disparar, será decapitado...". [Tras esto Mòdùn] salió a cazar aves [y otras] bestias salvajes, de modo que los acompañantes que no consiguieron disparar las míngdí, fueron decapitados. Poco después interrumpió [la caza] al mismo tiempo que disparaba una míngdí a su hermoso caballo, [de forma que] en caso de que los acompañantes no se atreviesen a disparar a sus hermosos caballos, eran prontamente decapitados por Mòdùn. Un tiempo después, [Mòdùn] volvió a disparar nuevamente su míngdí [abatiendo en esta ocasión] a su amada esposa, por lo que los acompañantes que entraron en pánico y no se atrevieron a disparar, fueron una vez más decapitados por Mòdùn. Un tiempo después, Mòdùn se dispuso a salir de caza, por lo que llegó a disparar su míngdí contra el hermoso caballo del Chányú, de forma que los acompañantes le dispararon [también]. Solo entonces Mòdùn se dio cuenta de que podía confiar en la utilidad de sus acompañantes. Cuando [posteriormente] se dispuso a seguir a su padre, Tòumàn Chányú, en [una batida] de caza, lanzó una de sus míngdí contra Tòumàn, por lo que todos sus acompañantes también lanzaron sus míngdí, asesinando a Tòumàn, para posteriormente llegar a ejecutar a la madrastra, junto a sus jóvenes hermanos, así como a los dàchén (大臣) que se oponían a su mandato. [De este modo] Mòdùn se convirtió en el [nuevo] Chányú (209 a.C.)....»

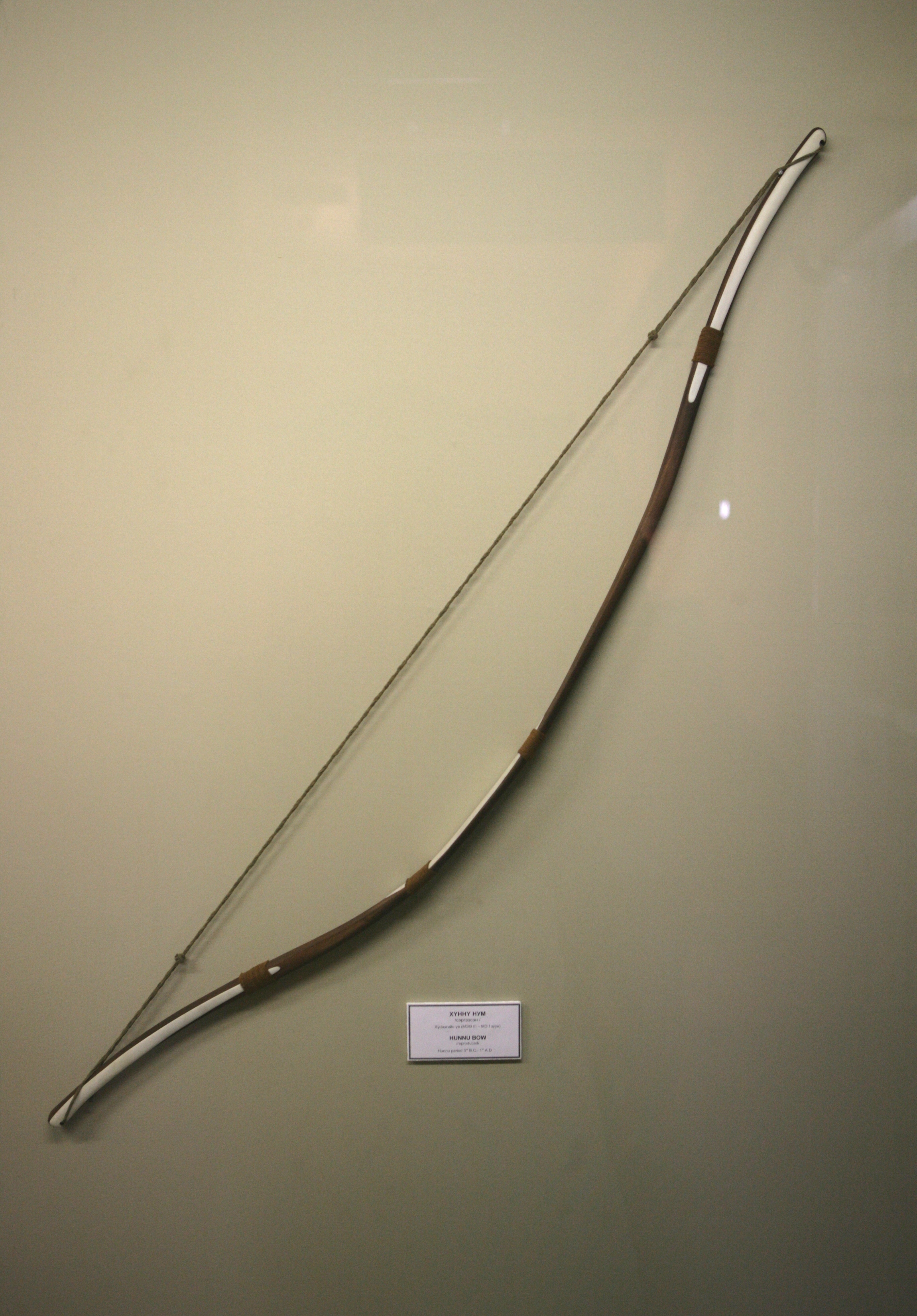
Reconstrucción aproximada de uno de los arcos compuestos de la época xiongnu (entre el III-I a.C.) y actualmente en el Museo Nacional de Historia, Ulaan Baatar (Mongolia). Los arcos xiongnu mantenían una marcada asimetría, otorgando a la parte superior del arco de una carga final más poderosa a la hora de ofrecer de un impulso más extenso en la amplitud del disparo. Es al mismo tiempo una innovación que durante siglos seguiría modificándose sin reducir la potencia y efectividad de los célebres arcos compuestos de los pueblos nómadas. Al mismo tiempo, era siempre fundamental la incorporación, a los extremos del arco, de piezas de hueso o cornamenta, que confiriesen una mayor flexibilidad en la tensión y el violento destensado posterior al disparo.

Tras conseguir adjudicarse el poder una vez consumado el terrible parricidio a ojos de la elite y tradición Hàn, Mòdùn se erigió como líder indiscutible de toda su bù. Ahora bien, hasta ese momento tanto su padre al mando de la bù, como otras ramificaciones adyacentes, rendían pleitesía a los insignes dōnghú, la ramificación más poderosa al este de la estepa oriental. En un primer momento, la actitud de Mòdùn se centrará en una línea de respuesta pasiva y subordinación a priori voluntaria, hasta que en determinado momento las exigencias de sus teóricos amos le empujen de nuevo a levantar las armas llevado por su ambición. Tras levantar a su ejército, consigue derrotar a los desprevenidos dōnghú, abatir a su Wáng (王) y provocar el primer gran movimiento de pueblos nómadas en las estepas orientales: de hecho, tras la derrota de los dōnghú, las fuentes chinas nos indican cómo ciertas ramificaciones y estratos se niegan a obedecer a los xiongnu, marchándose más al noreste, lejos del nuevo control imperante.
Una vez consumado su primer golpe, Mòdùn no dudaría en perseguir la expansión de su poder hasta conquistar y someter todo el territorio posible. Una tarea que seguirían con gran eficiencia sus sucesores inmediatos, cristalizándose en la derrota y huida directa de los yuèzhī a manos de su hijo y sucesor, Jīzhōu (稽粥), conocido como Lǎoshàng Chányú (老上單于) (174 a. C.-161 a. C.). Lo que inicialmente era entendida como una sencilla bù entre otras decenas aglutinadas y repartidas a lo largo de la estepa, se reveló como el poder imperante nómada de la época, logrando alcanzar una unidad entre las bù nunca antes observada en ninguna confederación y enfrentándose con gran éxito a los ejércitos teóricamente superiores de la dinastía Hàn. La unión y confección de un aparato estatal tan complejo, sin precedentes en esta área del continente euroasiático, ha dado lugar a especulaciones sobre la verdadera razón de la existencia de dicho organismo soberano. Sin embargo, los académicos no logran dotar de una hipótesis con garantías que logre explicar la evolución estatal y política entre las ramas nómadas de la estepa. Algunos sugieren que esta confección política nació justamente como modo de respuesta a la progresiva y amenazante unificación de los Estados sedentarios del sur, que ya habían logrado en épocas anteriores someter a no pocas ramas situadas al sur del Río Amarillo, obligando a un repliegue silencioso y alarmante que les llevaba a una postración económica, privándoles de zonas ricas para el desarrollo de la ganadería y el comercio nómada. A pesar de ignorar aún hoy el motivo que indujo a los xiongnu a conformar este inusitado aparato socio-político, la base cimentada por los xiongnu sería continuada durante milenios por sucesivas dinastías de origen nómada, dotándoles de una herramienta eficaz y contundente frente al orden socio-político teóricamente superior de los Estados sedentarios.
Mòdùn expandió la confederación prácticamente en todas las direcciones posibles. Hacia el norte, batalló y conquistó hasta la extenuación algunas de las bù más significativas, como la de los dīngling (丁零) o los húnyǔ (渾庾). Al este, consiguió arrebatar el control de los territorios a los dōnghú, haciendo que desde este momento su identidad como ramificación nómada se diluyera en pequeños y marginados grupos, siendo algunos súbditos directos de su poder (como el caso de los wūhuán 烏桓), mientras que otros se lanzaban a la huida hacia el este. Esta última victoria aseguraba dos de los flancos más importantes en la estepa: con la pacificación realizada en el norte, se impedía cualquier ataque o incursión en la retaguardia xiongnu. Al este, la victoria contra los dōnghú dotaba a Mòdùn de estatus y de acceso a una de las regiones geoestratégicas más importantes para el paso hacia el sur, además de significar en sí la región sagrada por antonomasia en la concepción religiosa xiongnu. A la muerte de Mòdùn (174 a.C.), los xiongnu tan solo tendrían que abatir al único y potencial enemigo que les restaba en la estepa: los yuèzhī.

## Un modelo de alianza política: loshéqin(和親) o elparentesco pacífico
Antes de señalar algunos de los aspectos a tener en cuenta en la política xiongnu posterior a la muerte de Mòdùn, conviene detenernos brevemente en uno de los puntales decisivos en cuanto a política y relaciones entre el poder nómada y el poder sedentario. En el marco de los primeros enfrentamientos directos de la confederación con la recién instaurada dinastía Hàn, hacia el invierno del 200 a.C., Liú Bāng (劉邦) (206 a. C.-195 a. C.) tuvo que afrontar dos grandes amenazas que se habían cernido inesperadamente en el norte de sus dominios: por un lado, la traición de uno de sus más íntimos colaboradores desde el inicio de su ascensión, Hán Wáng Xìn (韓王信), y por otro lado, el control de los xiongnu de varias regiones estratégicas en el norte que abrían una vía de acceso a todas las demarcaciones provinciales e incluso una puerta de invasión al sur. La traición de su antiguo colaborador aumentaba el nivel de la amenaza, teniendo en cuenta que ya Mòdùn podía tener acceso más detallado e información valiosa a la hora de contraatacar al soberano hàn.
A pesar de la situación, Liú Bāng no dudó en dirigir él mismo todo el ejército al completo, ascendiendo con las tropas en pleno invierno en el año 200 a.C. y consiguiendo llegar hasta la estratégica Tàiyuán (太原). El plan inicial parecía abocado a un éxito irremediable, hasta que la estrategia de Mòdùn no tardó en dar sus frutos: dispuesto a dar una lección ejemplar al bárbaro xiongnu, Liú Bāng cometió el error de dividir sus tropas, avanzando personalmente con la parte del ejército que ya estaba en disposición de combatir directamente, mientras que el astuto Mòdùn dejaba ver únicamente a sus tropas de peor calidad y compostura, en una maniobra de engaño táctico insuperable. Convencido de una victoria fácil, Liú Bāng avanzó con sus hombres hasta caer en la trampa orquestada por Mòdùn, quedando rodeado finalmente por las desdeñables tropas iniciales del nómada, junto con una vanguardia de hasta 40.000 jīngbīng (精兵). Liú Bāng había sido derrotado y cercado por las tropas del bárbaro adversario, permaneciendo durante siete días presos de una enorme angustia, desesperación y la más absoluta ignominia, en la montaña Báidēng (白登), en Pincheng (en la actualidad Datong, Shanxi). Sīmǎ Qiān señala que en última instancia, una suerte de sucesos facilitó la "liberación" del soberano derrotado: uno de los primeros sucesos y quizás el más determinante fue la propia duda que consumía a Mòdùn, consciente de la desventaja que suponía mantener a todo un ejército asediado mientras que al mismo tiempo intentaba rechazar al grueso del ejército Hàn que aún no había conseguido llegar a sus posiciones. Todo ello se sumaba a las dudas que sostenía sobre algunos de los supuestos aliados adquiridos recientemente tras la rendición de Hán Wáng Xìn, pudiendo significar una posible traición posterior que le dejase hasta con tres frentes abiertos. En última instancia, el propio Liú Bāng hizo llegar una misiva al soberano nómada, indicándole la temeridad de anexionarse todos los territorios que recientemente había arrebatado al Estado Hàn, apoyándose en la falta de poder y avances suficientes como para sostener territorios extensos muy alejados del modo de vida y economía nómada, con alguna que otra advertencia de castigo celestial. No obstante, es posible que el rasgo esencial y determinante para decidir "abrir el asedio en una única dirección", fuese puramente la peligrosidad ya advertida, de quedar rodeado de las tropas enemigas.
De este modo, el denostado Liú Bāng logró escapar de su desventura, no sin antes haber reflexionado seriamente sobre las ventajas e inconvenientes de acometer empresas militares de dudosa garantía. De este modo y junto con diversas opiniones de los dàchén del soberano, no tardaría en valorar opiniones tan certeras e ingeniosas como las señaladas en su momento por el Húangdì Liú Jìng (劉敬) (194 a. C.-188 a. C.), hijo y sucesor de Liú Bāng (de nombre póstumo Huì dì (惠帝)), quien dos años después (198 a.C.) esbozó minuciosamente el plan destinado a conseguir aplacar los ánimos y ambiciones del soberano xiongnu. Nacía así el héqīn (和親), traducido aproximadamente como "parentesco pacífico", en el que una de las integrantes de la propia xìng (姓) de Hàn, debía partir para acompañar al soberano xiongnu, como otra más de sus esposas, garantizando así un enlace directo y el apaciguamiento de la belicosa actividad de los nómadas. Sīmǎ Qiān nos indica que a pesar del shock inicial del soberano Hàn a entregar a su única hija (nombrada con el título de Zhǎng Gōngzhǔ (長公主) y de los gritos y lamentos de la esposa, finalmente logró entregar solo a una mujer proveniente de una jiārén (家人), sin que señale su estatus o posición, aunque colocándole la misma titulatura que ostentaba su hija y haciéndola llegar a Mòdùn.
En este tipo de tratados, se incluía también la entrega de ciertos productos típicamente representativos de la cultura hàn (como eran los costosos rollos de seda, el vino o grandes entregas de arroz), así como algunas cantidades de dinero para cubrir en su máxima extensión, no solo las ambiciones del propio Chányú, sino de sus acólitos y la mayor parte de la nobleza y élite xiongnu. Este tratado acordado en vida de Mòdùn, establecería el deseado freno a la tempestad nómada, manteniéndose una relativa calma durante varias décadas, hasta que posteriormente fue necesario renovarlo ante los sucesivos avatares que llevaron a los xiongnu y los Hàn a un conflicto armado continuado y una tensa negociación, que solo finalizaría tras la división de la confederación entre los xiongnù del norte y los xiongnu del sur. Aun con esta división, los héqīn (和親) llegarían a ser en última instancia defendidos como herramienta útil para conseguir el apaciguamiento de los xiongnu del sur y con ello una barrera defensiva y de desgaste frente a las hordas del norte. Aun con todo, los sucesivos Chányú tuvieron la suficiente entereza como para sacar el máximo partido al control de las rutas comerciales, por lo que en ocasiones los héqīn (和親) no se convertían ya tanto en instrumentos de política y entendimiento cultural entre los Hàn y los xiongnu, o como herramienta de defensa activa por parte de los Hàn, sino ya funcionando como una garantía de pleno derecho a la hora de proteger de cualquier sobresalto las rutas comerciales que favorecían a ambos bandos, o bien como una manera de introducir en el seno del enemigo mismo la semilla que posteriormente germinaría en un acercamiento o sumisión natural de los líderes insurrectos: con un matrimonio se garantizaba una descendencia que podría llegar a gobernar, manteniendo ya una ascendencia ligada a Hàn, con lo que en pocas generaciones podrían conseguir incluso la soñada sumisión de las poco virtuosas hordas nómadas del norte.
Aun teniendo en cuenta las ventajas del héqīn (和親), en no pocas ocasiones los propios Chányú vulneraron los acuerdos establecidos, atacando sin piedad ni dilación las posiciones de sus teóricos familiares y provocando en múltiples ocasiones grandes desastres y adversidades a la castigada frontera del norte. Unas desventajas que no hicieron dudar de su aplicación siempre que fuera necesario a los sucesivos Húangdì o a los propios Chányú.

## Continuación del conflicto xiongnu-hàn tras la muerte de Mòdùn
La muerte de Mòdùn (174 a. C.) no retrasó en modo alguno la inercia combativa y conquistadora de la confederación, que se cobraría la siguiente víctima a manos del hijo y heredero del gran conquistador: Jīzhōu. El nuevo Chányú no dudó en dirigir todas sus huestes para arrollar a los yuèzhī: de hecho, fue tal la derrota, que incluso el propio Wáng fue abatido y su cráneo convertido en un cuenco ceremonial de bebida para el Chányú. Una vez conjurada ya la única amenaza para el dominio del resto de los territorios esteparios al oeste, los xiongnu quedaban como líderes indiscutibles de toda la estepa oriental. Aún más: con la derrota del último freno ante la expansión al oeste, mantendrían una vía de acceso directa para controlar importantes centros económicos con un dinamismo comercial de primer nivel, en la actual cuenca del Tarim, señalada en las fuentes chinas como Xīyù (西域).

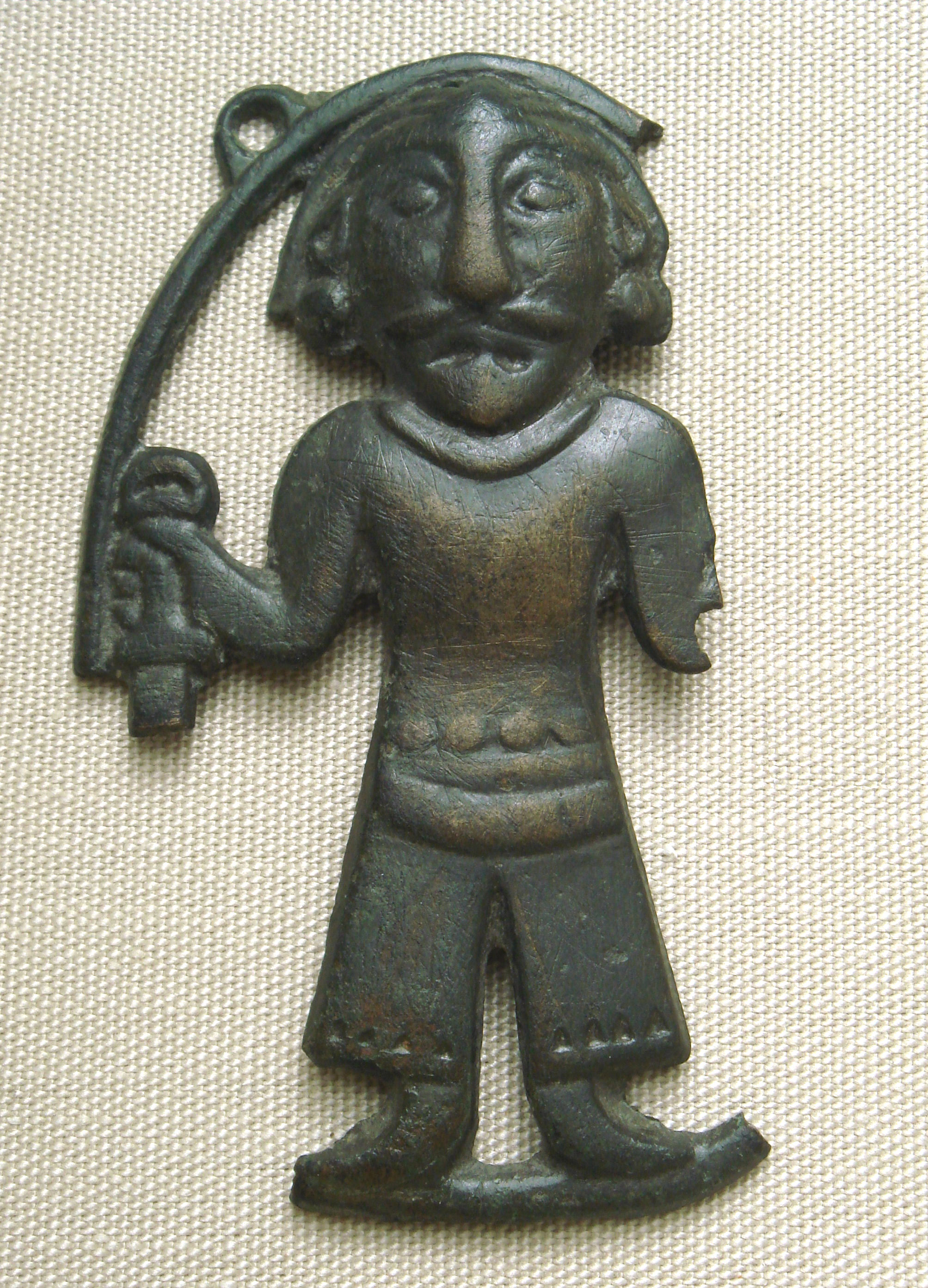
Nos encontramos ante una de las piezas ornamentales más célebres e identificativas con el guerrero xiongnu. La presente pieza fue hallada en la región del Ordos, fechada en torno al III-I a.C. y actualmente propiedad del British Museum. Elaborada en bronce, nos muestra unos rasgos faciales abultados, junto con un característico mostacho, visible y corroborado en otros restos arqueológicos chinos en los que figuran imágenes atribuidas a personajes hú. Al mismo tiempo, sostiene una espada con un pomo redondeado, que siglos después seguiría vigente en otras tipologías de sables atribuidos a diversos grupos nómadas. Cabe también señalar en su vestimenta la presencia de un talabarte.

Este avance sin precedentes, que amenazaba claramente no solo ya el lucrativo comercio sostenido por la dinastía con las regiones del noroeste, sino que además se erigía ya paulatinamente como un poder frontal de disputa contra el propio Estado Hàn. La amarga lección que Liú Bāng tuvo que probar tras la debacle sufrida a manos de Mòdùn, hizo que en adelante varios de los Húángdì sucesores mantuviesen una estudiada estrategia en la que ya no solo se alternarían las opciones de control basadas en el héqīn (和親) o en la entrega de presentes y donaciones dispuestas para satisfacer la ambición de sus líderes: se hacía ya necesaria una política activa y exterior, aun con los riesgos y dificultades que conllevaba, de forma que pudiesen tener aliados y flancos para apoyarse en la lucha de un Estado cada vez más complejo y estructurado como era la confederación xiongnu. Es este último punto vital para entender las misiones inéditas en la política china, como la impulsada por Zhang Qian. En su misión inicial, la tarea encomendada estribaba en tratar de concertar alianzas y comunicaciones con los lejanos territorios de Xīyù, llegando a ser capturado en su camino por unas huestes merodeadoras de Jīzhōu. Apresado y negándose a confesar los verdaderos planes del Húangdì, fue conminado a permanecer en territorio xiongnu durante años, hasta que pudo escapar y alcanzar Xīyù, logrando establecer por primera vez una comunicación directa entre los lejanos Estados del oeste y la corte de los Hàn. La misión inicial de Zhang Qian era conseguir la ayuda directa de los yuèzhī, junto con la de los wūsūn (烏孫), a lo que recibió únicamente la negativa de ambos. A pesar de esta negativa, los wūsūn llegarían a convertirse tiempo después y gracias a la diplomacia de intercambios desplegada por los Hàn, en el principal activo y aliado en su lucha contra los xiongnu.

Paralelamente, las tropas Hàn intentaban desesperadamente realizar un movimiento ofensivo determinante, con el que pudiesen abortar durante el tiempo necesario los movimientos tácticos xiongnu contra la frontera, que ya comenzaban a elevar el número de víctimas y costes hasta niveles catastróficos. Uno de estos intentos fue el de intentar devolver la jugada que en su día infligió Mòdùn a las tropas Hàn: el plan pasaba por emboscar al entonces Chányú, Jūnchén (軍臣) (161 a. C.-126 a. C.), hijo y sucesor de Jīzhōu, gracias a las informaciones vertidas por un enigmático nativo de Mǎyì (馬邑), Nièwēng Yījiānlán (聶翁壹奸蘭). Convencidos por las palabras del nativo, junto con la idea sostenida por otros de los dàchén de la corte Hàn (tal y como defendían algunos como Hán Ānguó (韓安國), el séptimo Húangdì, el combativo Liú Chè (劉徹) (140 a. C./87 a. C.), bisnieto de Liú Bāng (de nombre póstumo Wǔdì (武帝)), accedió al plan, organizando los ejércitos para emboscar al Chányú Jūn chén hacia el 141 a. C. La emboscada planeada finalizó con la vergonzosa inactividad de las tropas Hàn para responder ante las expectativas del plan, el chivatazo ofrecido por uno de los cargos desplegados en la frontera y la falta de valentía por algunos de los mandos en lanzarse contra la retaguardia xiongnu e infligir al menos un gran número de bajas que pudiera inutilizar sus recursos durante algún tiempo. Sumamente irritado por el resultado de la ambiciosa campaña y por el comportamiento de algunos de sus principales promotores, el Húangdì Liú Chè, mandó castigar a algunos de los mandos, hasta con la pena capital. Ese resultado, por otra parte, no frenó la idea original de Liú Chè de llevar a cabo una política activa de ataque y expansión Hàn dentro del territorio de difícil acceso y duras condiciones climáticas, que configuraba la extensa confederación xiongnu. Las guerras desplegadas durante décadas por este combativo soberano, tendrían condiciones postreras para sus sucesores y serían encumbradas por sus defensores y criticadas hasta la saciedad por sus detractores.

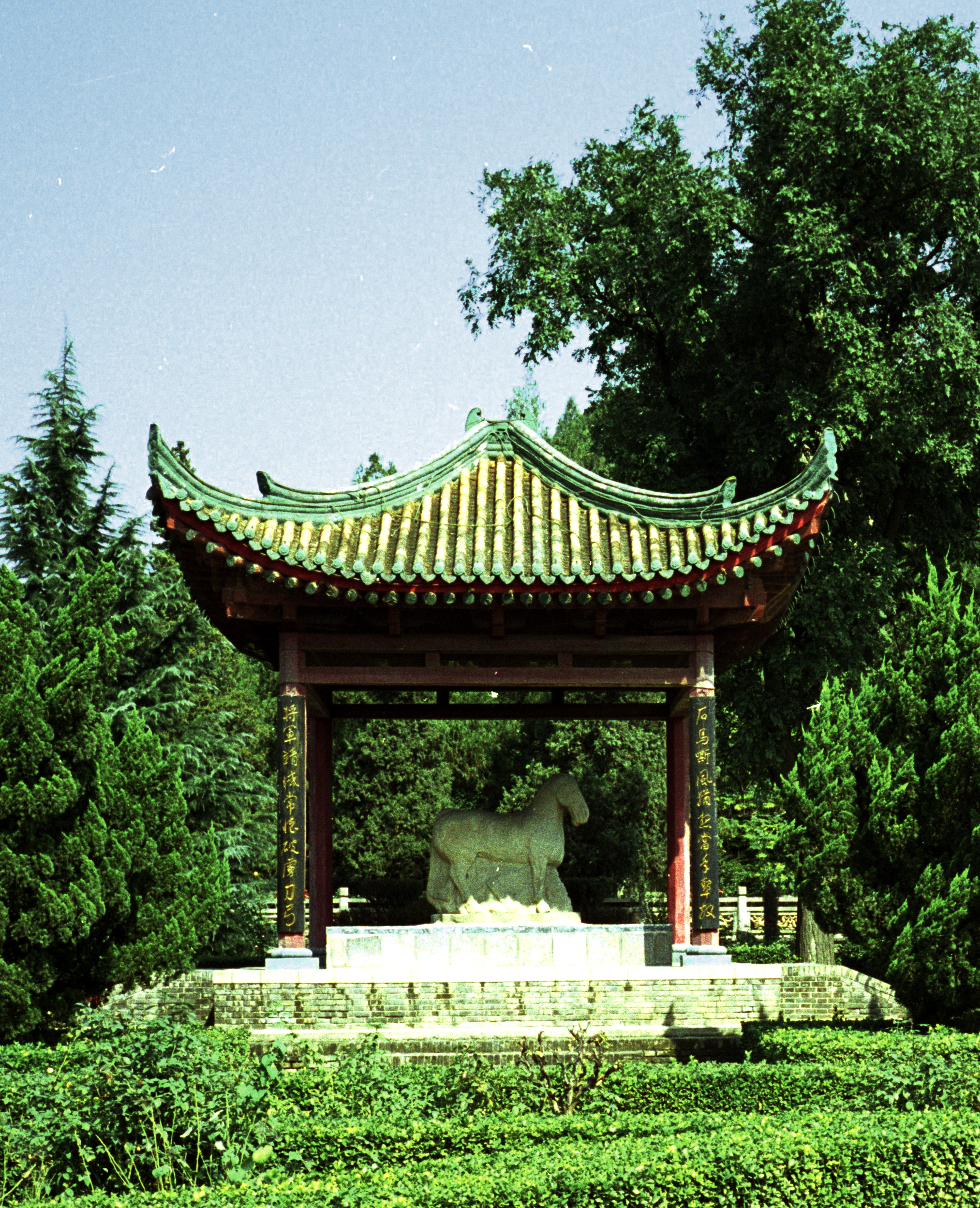
Imponente caballo esculpido en piedra, parte del ornamento de la tumba de Huò Qùbìng (霍去病). En la composición, el equino se encuentra sobre un guerrero hú, fácilmente reconocible por sus facciones desproporcionadas (barba, orejas, ojos). La presente pieza se halló en el complejo funerario de Mào Líng (茂陵), levantado en 117 a.C.

Hasta su muerte, Liú Chè realizaría decenas de campañas, misiones de reconocimiento, incursiones menores e intercambios diplomáticos con los principales poderes situados a lo largo y ancho de las estepas, así como los Estados sedentarios adyacentes e independientes de Hàn, figurando entre las más fructíferas, las desplegadas por el celebrado general Wèi Qīng (衛青) y las de Huò Qùbìng (霍去病). Este último protagonizó algunas de las gestas más audaces de las armas Hàn al lograr en cierta ocasión, con tan solo una fuerza de caballería inferior a las huestes enemigas, acceder hasta Longxi y en apenas una semana abrirse camino a golpe de espada hasta someter a cinco demarcaciones regionales de la confederación, llegando a obtener la rendición incondicional de uno de los nobles xiongnu, el Xiūtú Wáng (休屠王), abatiendo y masacrando a más de 18.000 de sus jinetes, además de tomar como trofeo de guerra una misteriosa deidad a la que los xiongnu ofrecían sus oraciones y sacrificios. Esta derrota provocaría que más tarde, otro de los nobles xiongnu, el Kūnxié Wáng (昆邪王), mandase ejecutar al Xiūtú Wáng, haciendo que sus fuerzas se combinasen con las de su compañero derrotado y ofreciendo la rendición incondicional a Hàn, con sus más de 40.000 seguidores, lo cual supuso en la práctica uno de los mayores golpes políticos realizados a manos del gobierno Hàn contra la confederación xiongnu.
Esta agresiva política, no anticipada ni comprendida en su máxima extensión por los xiongnu, provocó que durante todo el reinado de Liú Chè, el Chányú tuviese que desplazar el grueso de sus tropas hasta el norte del actual desierto del Gobi, reubicando el centro de operaciones: este movimiento táctico natural y útil no llegó a fraguar el efecto esperado, cuando las propias tropas Hàn realizaran incursiones con la caballería ligera, en pequeñas secciones y provistos de suficiente aprovisionamiento para atravesar todo el desierto. Superados ante la situación, los xiongnu fueron derrotados en no pocas batallas durante este trascendental e importante período que determinaría a la larga con la sumisión de una parte importante de los territorios meridionales de la confederación.
A pesar de estos grandes despliegues organizados por Liú Chè y otros Húangdì sucesores, se debe tener en cuenta que las dificultades logísticas limitaban en gran medida tanto la duración como la continuidad a largo plazo de estas campañas. Según el análisis de Yan You (嚴尤), las dificultades fueron dobles. En primer lugar, se encontraba el hecho de que hasta el momento, el aprovisionamiento en largas distancias y en territorios aún inexplorados por el gobierno Hàn obligaba a una suerte de casualidades y fortuna, junto con un mando capacitado para sostener la moral de los hombres en condiciones extremas (sin olvidar la disposición de la tropa, las condiciones del enemigo, etc.). En segundo lugar, no había que olvidar que las condiciones climáticas extremas y en muchas ocasiones impredecibles hacían de las estepas orientales un campo de batalla muy inestable y arriesgado para sostener campañas a larga distancia y en un período de tiempo, por lo general, bastante alargado. No en vano, en materia de recursos humanos y animales, la dinastía sufriría una terrible sangría durante años, producto de varias campañas sostenidas en territorio enemigo: aun con el botín recuperado y un aumento del estatus militar de las tropas Hàn, estas derrotas erosionaron en gran medida la capacidad de reacción de las tropas en la frontera, tal y como demuestra la reducción considerable de operaciones desplegadas por los sucesores de Liú Chè. En algunos de los informes que se incluyen en las fuentes oficiales, se habla de cifras de pérdidas alarmantes en la cantidad de caballos empleados en algunas de las campañas: en una de ellas, de los 140.000 caballos utilizados para la misma, tan solo regresaron 30 000 cabezas, lo que lastraba enormemente la capacidad de movimiento y acción de las tropas Hàn. Aun con estas dificultades, lo cierto es que la dinastía arrebató a los xiongnu el control del corredor del Gansu hasta Lop Nor, consiguiendo uno de los objetivos más repetidos en las audiencias y reuniones sostenidas en la capital: separar cualquier posible ayuda a los xiongnu proveniente de los pueblos seminómadas situados en el altiplano tibetano y en las regiones esteparias adyacentes, como el caso de los temidos y problemáticos qiāng (羌).

## El comienzo del declive de la confederación: las luchas fratricidas en el seno de la élite xiongnu
Lo que en un primer momento parecía demostrar la solidez xiongnu incluso desde la muerte de Mòdùn, al conjurar con relativo éxito algunos de los ataques realizados por la dinastía Hàn durante períodos críticos como el gobierno de Liú Chè, pronto se demostraría como un puro espejismo que escondía detrás una grave situación de inestabilidad política, en la que las diferentes facciones intentaban mantener cada vez más su poder hereditario y nominal, mientras que el Chányú se veía privado de apoyos contundentes o figuras de gran renombre. Con esta situación, el líder xiongnu no podía efectuar una política defensiva y de respuesta activa ante las crecientes políticas e intrigas desplegadas desde el gobierno Hàn, ni tampoco protegerse de los ataques intestinos en la propia confederación. Una situación palpable por sus enemigos sureños, tal y como demuestra el nivel de menosprecio claro que se respiraba en la corte hàn, que queda demostrado en la siguiente afirmación hecha por Rèn Chǎng (任敞):
«..Los xiōngnu han sido derrotados recientemente, [hallándose] rodeados, de manera que resulta más apropiado el que podamos convertirles en [nuestros] wàichén (外臣) solicitando una audiencia en la frontera...».

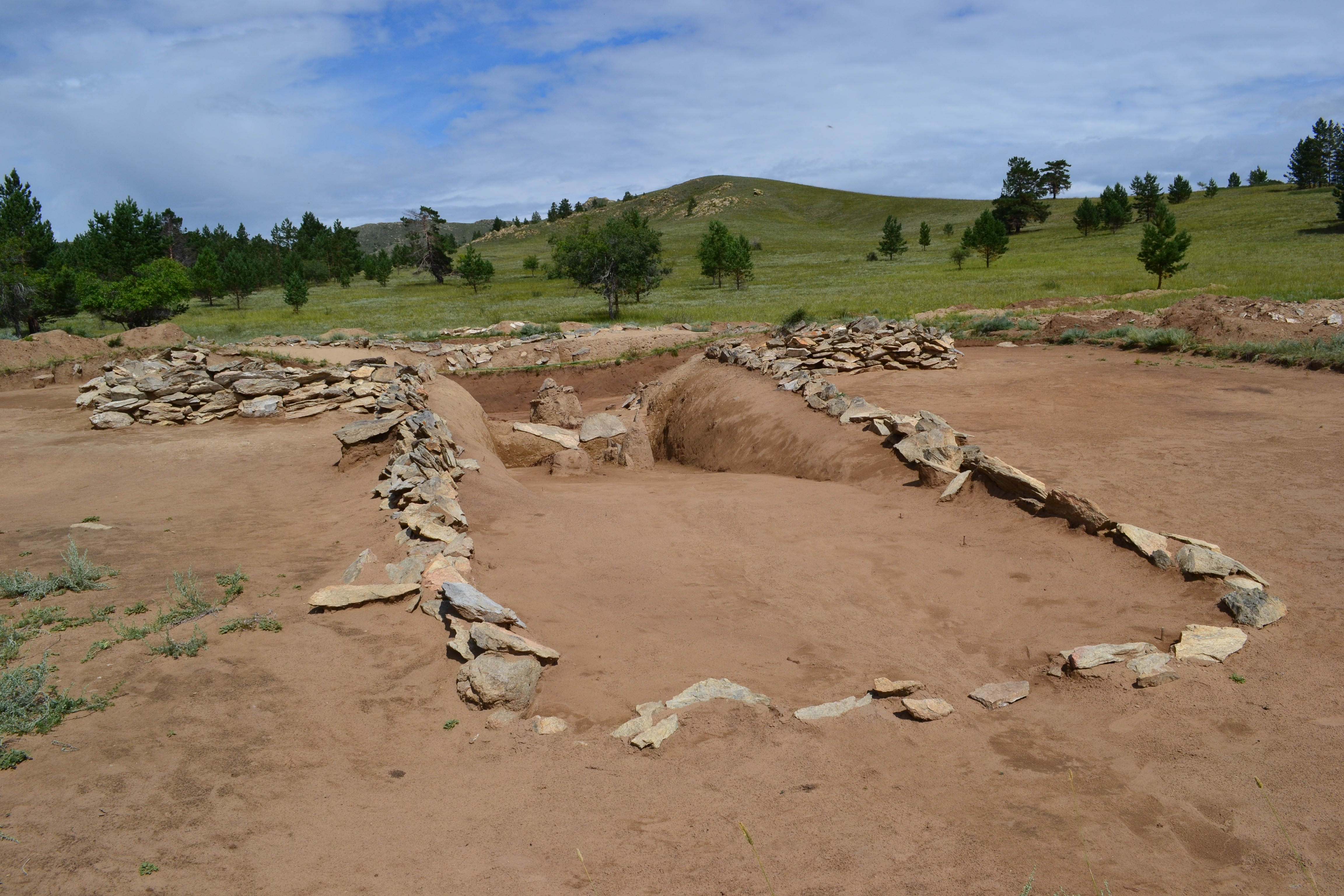
Imagen proveniente del yacimiento de Orgoyton (Оргойтон), 2011. La totalidad de tumbas descubiertas y analizadas en esta época, corresponden eminentemente al núcleo social más prestigioso de la sociedad xiongnu, habiéndose extraído en la mayoría de las ocasiones material que prueba no solo el alto nivel social del que gozaba la elite xiongnu, sino también sus relaciones transcontinentales, consecuencia directa del control sobre una parte de la Ruta de la Seda y los intercambios derivados del mismo.

En paralelo, la extensión del Estado xiongnu formada en un primer momento, se demostraba ya a todas luces un problema latente hacia el seno de una autoridad indiscutible en manos del Chányú. Hay que tener en cuenta que, en un primer momento, la autoridad del Chányú no era discutida en ningún ápice, habida cuenta de la expansión y consolidación del aparato nómada, que había conseguido mantener a raya a los ejércitos Hàn e incluso doblegar comunidades sedentarias al sur, por lo que disponía de una vía de recursos activa en la Ruta de la Seda. Esta situación cambiaría a partir de las campañas agotadoras y erosivas sostenidas durante todo el gobierno de Liú Chè y sus sucesores, que lograron cimentar en el seno de la confederación auténticos grupos de oposición, que no dudaron en un determinado momento en abandonar la propia confederación para establecerse dentro del territorio Hàn, al mismo tiempo que intentaban socavar la autoridad de diversos y siguientes Chányú sucesores de Jūnchén: 
- Yīzhìxié Chányú (伊稚斜 單于) (126 a. C.-114 a. C.), hermano de Jūnchén;
- Wūwéi Chányú (烏維 單于) (114 a. C.-105 a. C.), hijo del anterior;
- Er Chányú (兒 單于) (105 a. C.-102/101 a. C.), de nombre Wushilu (烏師廬) e hijo del anterior;
- Xǔmáohú Chányú (呴犛湖 單于) (102/101 a. C.–101/100 a. C.), segundo hijo de Yīzhìxié Chányú;
- Qiědīhóu Chányú (且鞮侯 單于) (101/100 a. C.–96 a. C.), de nombre probable Qiedi (且鞮) e tercer hijo de Yīzhìxié Chányú;
- Húlùgū Chányú (狐鹿姑 單于) (96 a. C.–85 a. C.), hijo del anterior;
- Húyǎndī Chányú (壺衍鞮 單于) (85 a. C.–68 a. C.), hijo del anterior;
- Xūlǘquánqú Chányú (虛閭權渠 單于) (68 a. C.–60 a. C.), segundo hijo de Húlùgū Chányú.

La sucesión tradicional se establecía en su origen en torno a la figura de transmisión de poder por primogenitura, o bien en manos del hijo ya señalado en su momento por el Chányú reinante. Sin embargo, los celos mostrados por diferentes bandos provocaron la primera y más grave crisis vivida nunca antes en la confederación en el 58 a.C., dando lugar a la fractura total y ya inseparable en diferentes demarcaciones.

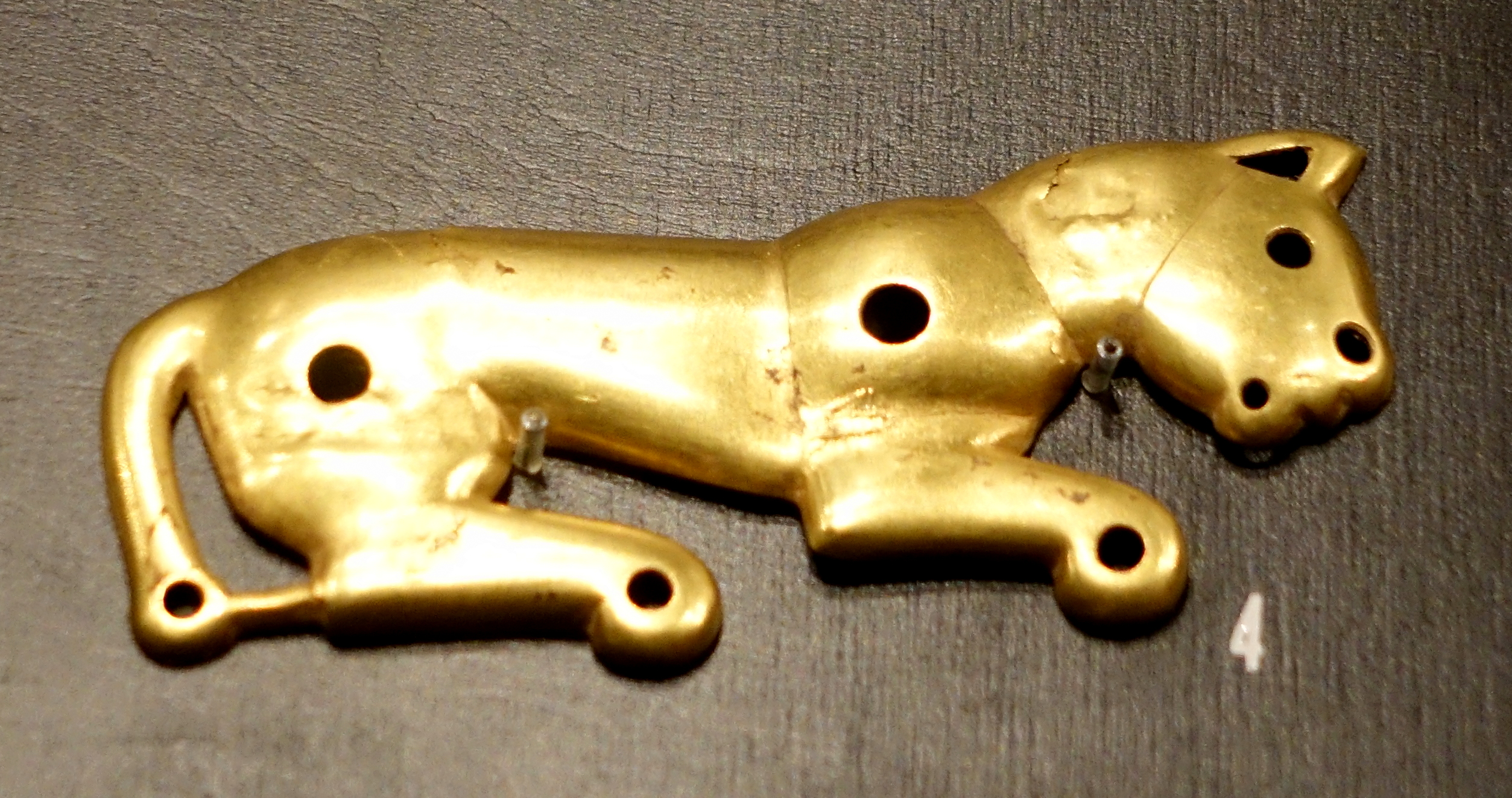
Ornamento áureo de época xiongnu utilizado para vestimenta femenina, actualmente en el Östasiatiska Museet de Estocolmo. En la figura se pueden apreciar la forma y relieve fácilmente identificable del tigre, concretamente a la rama taxonómica de la Panthera Tigris Altaica. Cabe señalar que el tigre ha guardado tracionalmente un lugar destacado en la ornamentación nómada durante siglos, siendo identificada su presencia en diferentes culturas a lo largo de las estepas orientales, además de ser el principal depredador en el duro ecosistema de las estepas.

Desde el despótico y efímero gobierno del sanguinario Túqítáng (60 a. C.-58 a. C.), se extenderá por los diferentes territorios administrados por las elites xiongnu una oleada de pánico, ira y resentimiento, que conducirá por primera vez a una división total entre todas las élites y bù adscritas al poder. Nacen así dos primeras demarcaciones, ramificándose entre los dōng xiōngnú (東匈奴), controlados por el capacitado Jīhóuquǎncè (稽侯犬冊), hijo de Xūlǘquánqú Chányú, y los xī xiōngnú (西匈奴), acaudillados por Báoxūtáng (薄胥堂) (58 a. C.–56 a. C.). Los dōng xiōngnu serán desde un primer momento como el eslabón más influenciado por la política Hàn, mientras que por su parte los xī xiōngn optarán por mantener celosamente una independencia territorial y política suficientemente separada del control Hàn, llevándoles a enfrentamientos y luchas contra las diversas bù que cada vez se separaban más de la órbita xiongnu, buscando en todo momento el restablecimiento del control y prestigio de la confederación. Al mismo tiempo que las bù xiongnu parecían haberse ramificado en dos grandes circunscripciones (este y oeste), las discrepancias, celos y temores de algunos de los más importantes líderes provocaron que a partir del 57 a. C. estallasen hasta tres levantamientos independientes, que fueron acaudillados por diferentes figuras nobiliarias, las cuales no dudaron en última instancia en proclamar su máxima autoridad como Chányú. De este modo, debemos añadir hasta dos figuras más, independientes y autoproclamadas: un primer levantamiento del autoproclamado Hūjiē Chányú  (呼揭單于) (57 a. C); un segundo levantamiento del también autoproclamado Chēlí Chányú  (車犁單于) (57 a. C-56 a. C) y finalmente un tercer levantamiento dirigido por Wūjí Chányú (烏藉單于) (57 a. C). Dos de estas tres rebeliones serían sofocadas en apenas unos meses gracias a la enérgica reacción de Báoxūtáng. A pesar de sus éxitos, tan sólo un año después (56 a. C.) Jīhóuquǎncè lograba aniquilar tanto al exitoso Báoxūtáng como al restante usurpador aún activo y reticente a someterse al poder de Jīhóuquǎncè, Chēlí Chányú. Esta victoria final alcanzada por Jīhóuquǎncè no logró que su dominio absoluto recayese sobre todas las bù. De hecho, este último aspecto se manifiesta a través de otras dos insurrecciones sufridas justamente casi de forma seguida tras su victoria final sobre Chēlí Chányú, fechadas en el 56 a.C. La primera de ellas, organizada por el autoproclamado Rùnzhèn Chányú (閏振單于) (56 a. C.-54 a. C.), apenas supuso una seria amenaza a su poder, siendo erradicada justo el mismo año. La gran crisis llegaría con una segunda rebelión, causada en este caso por uno de sus propios hermanos, Hūtúwúsī (呼屠吾斯) (55 a. C.- 36 a. C.).
Será justamente esta última demarcación la que prosperará y conducirá nuevamente a la reintegración de las huestes xiongnu a partir del 31 a. C., tras varias décadas de lucha, confrontación y erosión, que provocarán a la larga una caída ya total y preconizada desde las primeras luchas y hostilidades abiertas con otras ramas tribales del este, los no menos importantes wuhuan. Una rama tribal, que no en vano estará siempre apoyada y suministrada por el poder Hàn, que inteligentemente la utilizará como arma arrojadiza contra los xiongnu. Sin lugar a dudas, es este último levantamiento el más fructífero y beneficioso de todos los cinco (contando asimismo los dos levantamientos iniciados por Jīhóuquǎncè y Báoxūtáng). El hermano mayor de Jīhóuquǎncè no solo supondrá una grave amenaza para el intento de estabilidad perseguido por este último, sino que además infligirá un grave golpe a su autoridad, teniendo en cuenta que además de ser un usurpador de su propia sangre, atrae y dirige a bù circunscritas al área de legitimidad pretendida: las regiones orientales. A pesar de su dramático final, tanto Hūtúwúsī como su hermano Jīhóuquǎncè suponen un epílogo vibrante y apoteósico de la resistencia xiongnu ante la dinastía Hàn.

## Reconversión de la confederación: de Estado soberano e independiente awàichén(外臣)
Una vez producida la terrible escisión en varias demarcaciones, junto con la lucha activa por Jīhóuquǎncè y su hermano Hūtúwúsī, ya solo restaba la inevitable participación activa de los Hàn. No en vano, parte de la fragmentación final de la confederación había sido alcanzada a través de la astuta diplomacia china, convirtiendo progresivamente a Jīhóuquǎncè en una extensión del mandato Hàn sobre los nómadas. Al mismo tiempo, Jīhóuquǎncè necesitaba el halo protector de Chang'an para evitar una posible muerte a manos de un rival por el control de la cada vez más exigua confederación; una necesidad que se incrementó con el golpe dado a su autoridad por Hūtúwúsī, como ya señalamos.
Consumadas sus opciones y calibrando una subordinación activa como garantía de supervivencia, Jīhóuquǎncè decidió dar por cristalizada la opción que tanto habían rechazado sus ancestros y que incluso algunos de sus partidarios aún rechazaban tristemente: desde el 53 a.C., Jīhóuquǎncè aceptó ser presentado en la capital Hàn como un chēngchén (稱臣), convirtiéndose al mismo tiempo en la práctica y siguiendo la titulatura oficial, en otro de los numerosos wàichén (外臣) que figuraban en la nómina clientelar de la dinastía Hàn. Con este nuevo rol adoptado políticamente, Jīhóuquǎncè se veía obligado en lo sucesivo a desplazarse personalmente hasta la propia capital en diversas ocasiones, rendir pleitesía a la majestad del Húangdì, prestar una serie de tributos como contrapartida por los beneficios recibidos a manos de la dinastía Hàn y quizás una de las posturas que más resquemor produjo en el seno de la élite xiongnu: dejar en la capital enemiga a un miembro de la familia reinante como rehén. El rehén elegido para permanecer en la capital complicaría aún más el umbral de paciencia xiongnu, siendo justamente el hijo y heredero del Chányú, Zhūlóuqútáng (銖婁渠堂). Todos estos sacrificios convertían la posición de Jīhóuquǎncè en la de una marioneta puramente en manos de los Hàn, aunque a cambio lograba colocar a todas las bù bajo su poder y los territorios adscritos a su nombre, una paz nunca antes observada desde la muerte de Túqítáng (58 a.C.). Hay que señalar que, cuando aún Hàn no había decidido castigar a Hūtúwúsī, este último -movido por la rivalidad directa con Jīhóuquǎncè- llegaría a presentar a uno de sus hijos en la propia capital, Jūyúlìshòu (駒於利受), configurándose de este modo un control inicial de la dinastía Hàn sobre las dos grandes demarcaciones xiongnu escindidas. En su totalidad y a diferencia de su hermano, Jīhóuquǎncè realizó hasta tres visitas en persona a la capital (la primera en el 51 a.C., la segunda en el 49 a.C. y una tercera y última con motivo de la derrota y ejecución de su hermano, en el 33 a.C.). En esta última visita, Jīhóuquǎncè intentó estrechar sus lazos con mayor fuerza con la dinastía Hàn, cuando llegó a proponer personalmente un enlace matrimonial con alguna de las mujeres de la propia familia del soberano reinante, el 11º Húangdì, Liú Shì (劉奭) (48 a. C.-33 a. C.), bisnieto de Liú Chè. No llegaría a lograr su objetivo, pero no recibiría de manos del soberano Hàn una respuesta negativa o humillante, sino que llegaría a recibir a una de las más renombradas y celebradas damas del hòugōng (後宮): la famosa Wáng Qiáng (王牆), también señalada como Wáng Zhāojūn (王昭君). Este episodio inspiraría durante generaciones no pocas alusiones y referencias, sirviendo para enfocar el espíritu de sacrificio de los súbditos hacia el Estado y, en última instancia, para el propio pueblo y el Húangdì, es decir, como modelo de auténtico deber y lealtad hacia la sagrada Virtud, así como honrando con su sacrificio, la armonía y paz que tanto se ansiaba en todo el Tiānxià (天下).
Ahora bien, este modelo de política y evolución estatal, no fue seguida como ya advertimos anteriormente, por todos los restos de la antigua confederación: Hūtúwúsī no consiguió en ningún momento alcanzar la privilegiada posición de su hermano, observando detenidamente cómo Jīhóuquǎncè ascendía sin freno alguno al más alto nivel de colaboración y protección del gobierno Hàn. En su posición, solo quedaba que en cuestión de tiempo, fuese apartado del poder en beneficio de una soberanía absoluta a manos de Jīhóuquǎncè, o bien recibir un golpe que le apartase del poder a manos de algún subordinado, haciéndose visible su extrema debilidad e impotencia frente al poderío de su hermano. Presa del pánico y temiendo ya un deceso inminente, Hūtúwúsī decidió en última instancia huir al extremo más occidental de las estepas orientales, intentando expandir su poder en estas regiones, así como desplegar su centro de operaciones ya en torno a las estepas centrales, con miras al control de varios de los estados situados en la actual cuenca del Tarim. Todo ello, por supuesto, le garantizaba no solo independencia real del poder de Hàn, sino que al mismo tiempo le respaldaba económicamente frente a cualquier adversidad, controlando varios de los puntos vitales de la Ruta de la Seda. Esta postura no fue admitida por una parte del gobierno Hàn, así como por ciertos sectores del ejército apostados en la frontera, dándose lugar a una de las campañas más exitosas en la lista de éxitos del ejército Hàn. Paradójicamente, no fue una campaña sostenida desde la corte, sino impulsada en todo momento por dos ambiciosos oficiales: Gān Yánshòu (甘延壽) y uno de sus subordinados, Chén Tāng (陳湯). Con tan solo un cuerpo reducido de tropas, al mismo tiempo que apoyados por varios cuerpos auxiliares de algunos de los estados fieles aún a los tratados firmados y al vasallaje directo a Hàn, ambos lograron reducir en una batalla y asedio final, las fuerzas de Hūtúwúsī, concentradas en una fortaleza levantada en torno al actual río Talas. Esta derrota se tradujo por primera vez en la historia del conflicto xiongnu-hàn, en la captura y ejecución en batalla de un Chányú, certificando al mismo tiempo el poderío aún latente de las tropas Hàn, llevando destacamentos a regiones tan lejanas de su poder, como lo era el teatro de operaciones de Hūtúwúsī, prácticamente en el corazón del Asia Central. La cabeza del renegado xiongnu, figuró colgada a las puertas del complejo imperial, como muestra del terrible castigo que podía imponerse por orden y mandato del Húangdì.
De este modo, tras las terribles guerras sostenidas desde la traumática división ya señalada, solo permanecerá una única rama garante de la titulatura y organización inicial de la confederación xiongnu: la de los dōng xiōngnú, los más favorecidos y protegidos por Hàn, que desde la muerte de Jīhóuquǎncè hasta el 46 d.C., conseguirán dotar a los xiongnu de una débil pero consistente unidad, mientras que las ramas restantes y aún hostiles al control del gobierno Hàn, diseminadas a lo largo del norte y el oeste de las estepas orientales, caían presas de la voracidad de nuevas potencias regionales del este: los wūhuán (烏桓) y los xiānbēi (鮮卑).

## Supervivencia de losxiongnu orientalesy nacimiento de una nueva demarcación: losnàn xiōngnú(南匈奴) y losběi xiōngnú(北匈奴)

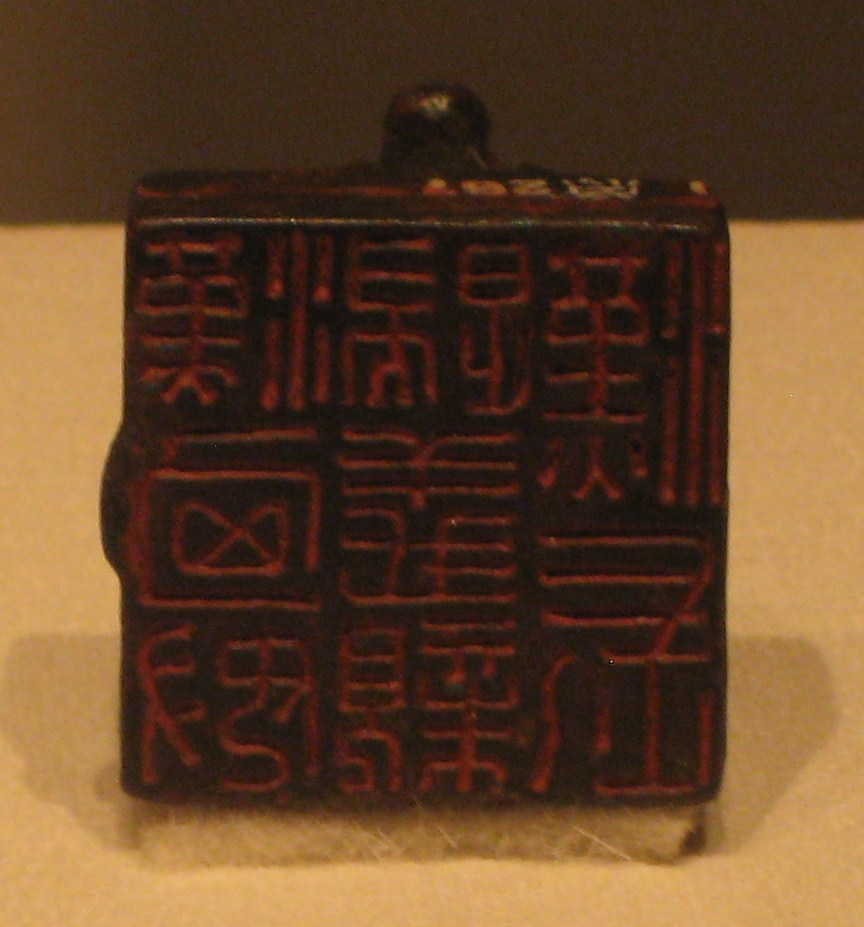
Sello oficial del gobierno Hàn otorgado a uno de los jefes xiongnu leales (sin que se mencione una rama o demarcación concreta): «...[Del soberano] Hàn [al soberano] xiōngnu que regresó al legítimo parentesco [para el] crecimiento de Hàn...» (漢匈奴歸義親漢長). Notable mensaje de la capital, que servía al mismo tiempo como salvaguarda del poder de cada uno de los Chányú, del mismo modo que dejaba con claridad la dependencia y subordinación directa del soberano hacia la corte hàn. El presente ejemplar fue hallado en la actual Datong (Qinghai), hacia 1978.

Tal y como hemos anotado anteriormente, las sucesivas confrontaciones desplegadas por diferentes poderes en el seno de la confederación provocaron una gran escisión que obligó a que una parte importante de la élite restante xiongnu se refugiara e intentara aglutinar en torno a su poder a todos aquellos seguidores y ramas dispuestas a obedecer su mandato, estableciéndose un poder ya a partir del mandato de Jīhóuquǎncè, muy influenciado y dependiente de la directriz y solidez de la dinastía Hàn. Ban Gu en su momento ya señaló tanto a Jīhóuquǎncè como a sus sucesores inmediatos (sus hijos Diāotáomògāo (彫陶莫皋) (31 a. C.-20 a. C.), Qiěmíxū (且麋胥) (20 a. C.-12 a. C.) y Qiěmòchē (且莫車) (12 a. C.–8 a. C.)) en sus anotaciones legadas, con el sobrenombre de dōng xiōngnú (es decir, los xiongnu del este). Sin embargo, la continuidad perpetuada de la comunidad xiongnu justo al sur del río Amarillo, ocupando mayoritariamente la región del Ordos y algunas de las comarcas más amenazadas en la región del noreste, condujo a una nueva nomenclatura ligada a los xiongnu, esta vez diferenciándose claramente entre los nán xiōngnú (南匈奴) o "xiongnu del sur" y los běi xiōngnú (北匈奴), o "'xiongnu del norte". Los primeros, hacían referencia a las tierras en las que se asentaban Jīhóuquǎncè y sus sucesores, quienes mantuvieron en todo momento una postura de colaboración y cierta independencia inicial frente al gobierno Hàn.
En el Hòu Hàn Shū (後漢書), se nos detalla al completo el destino posterior de las nuevas demarcaciones de los xiongnu, aunque en realidad la mayor parte de la información alojada en el capítulo 89 (biografía de los nán xiōngnú) hace un análisis exhaustivo del destino de los xiongnu del sur, mientras que sus hermanos lejanos y separados en el norte apenas reciben algunos comentarios en cuanto a su negativa a someterse a Hàn y las continuas crisis sufridas hasta la grave derrota a manos de los xiānbēi y la última resistencia ofrecida por un grupúsculo acaudillado por el misterioso Běi Chányú (北單于), frente a las tropas de Dòu Xiàn (窦宪), en el 89 d.C. Esta última victoria hàn ha sido señalada por diferentes sinólogos y autores europeos como la última gran victoria de armas de la dinastía Hàn contra las hordas xiongnu.
Hay que destacar que el poder ya reducido y "asimilado" de los xiongnu acantonados al sur, tuvo una serie de vicisitudes en las que podemos encontrar una gran predisposición al servicio del Húangdì, mientras que en no pocas ocasiones, una parte de la elite y la sociedad xiongnu mostró su rechazo y su deseo de independencia del gobierno Hàn. Esta tendencia se puede observar fácilmente en uno de los Chányú citados por Ban Gu, Nángzhīyásī (囊知牙斯) (8 a. C. - 13 d. C.), cuarto hijo de Jīhóuquǎncè. Este último Chányú se sitúa ya cronológicamente en el marco de la usurpación realizada por Wáng Mǎng (王莽), con la consiguiente instauración de su propia dinastía, la dinastía Xīn (新), reinante entre 9 y 23 d.C. Desde el comienzo del gobierno y el control del legítimo trono Hàn, los xiongnu habían observado con equidistancia la grave situación política vivida en el Estado Hàn, por lo que sostuvieron una suerte de opiniones entre las que permanecía, como siempre, el viejo anhelo general de independencia política, mientras que otro sector abogaba por luchar contra el usurpador, argumentando la defensa de la legitimidad Hàn, lo que al mismo tiempo les garantizaba la libertad de movimiento, protegiéndoles ante cualquier cambio de rol político que se tradujese en la vuelta de la dinastía legítima (es decir, cubriéndose las espaldas ante el bando legítimo Hàn, ante una hipotética derrota del usurpador).
En medio de estas cavilaciones, Wáng Mǎng ya sospechaba de una posible negativa de los xiongnu a su sumisión, por lo que para evitar una posible revuelta que amenazase el control del norte, intentó someter a los xiongnu, en primera instancia con sutiles trampas, como la idea de hacerles entrega de un falso sello imperial. No obstante, algunos de los más estrechos colaboradores de Nángzhīyásī lograrán advertirle del engaño, aconsejándole en última instancia desoír y adoptar una actitud ambigua ante el usurpador. Wáng Mǎng no se dará por vencido, por lo que tras el fracaso inicial, pasará a la llamada directa a algunos de los miembros de la elite xiongnu, en un intento de debilitar la posición del Chányú y obligarle a prestarle su sumisión incondicional. Esta artimaña provocará el efecto contrario, cuando se atreva a alzar consecutivamente hasta a tres Chányú contrarios al legítimo soberano xiongnu: un primer intento realizado con un hermano menor de Nángzhīyásī, Xián (鹹), que será nombrado Xiào Chányú (孝單于). Titulatura y cargo que sólo llegaría a ocupar por un período corto de tiempo (11-13 d.C.) hasta su ejecución decretada por Wáng Mǎng. Un segundo y tercer intento será protagonizado mediante los hermanos Zhù (助) y Dēng (登), a los que nombraría con la titulatura de Shùn Chányú (順單于). Mientras que Zhù ocuparía el puesto únicamente unos meses en el 11 d.C., su hermano Dēng apenas llegaría a superarle en el cargo, ocupando la titulatura entre 11 y 12 d.C. Lógicamente, la inestabilidad en el intento de erosión de la soberanía xiongnu por Wáng Mǎng delataba al mismo tiempo la propia debilidad y fragilidad que mantenía su gobierno usurpador. Un intento de erosión que se complicó aún más con la huida del padre de los dos candidatos a la corte de Nángzhīyásī, lo que legitimaba en sumo derecho las prerrogativas y poder del Chányú, frente a las marionetas políticas de Wáng Mǎng. Cabe señalar que aun siendo utilizados por el usurpador, la suerte sería benévola con Xiàn, pues fue readmitido en territorio xiongnu, obteniendo una promoción entre la élite y logrando ser aceptado por el agraviado Nángzhīyásī como su sucesor directo (a partir de 18 d. C.). Una sucesión inédita y eficiente que ayudaba a limar cualquier confrontación o revanchismo que pudiesen albergar algunas de las facciones utilizadas en su día por Wáng Mǎng, al mismo tiempo que con este gesto evitaba cualquier mala reacción o ataque justificado por el usurpador.
Si ya antes persistía en su intento de socavar definitivamente la unidad xiongnu, Wang Máng volverá nuevamente al ataque, esta vez utilizando taimadamente a uno de los miembros de la élite xiongnu que permanecía oculto: Xūbo Dāng (須卜當). Tras la muerte de Xiàn, su hermano Yú (輿) fue seleccionado como el nuevo Chányú sucesor (18 d.C.–46 d.C.), cumpliendo con el deseo inicial de Nángzhīyásī y dando solidez a la línea hereditaria, reconociendo así a su antiguo valedor. En medio de todos estos cambios de dirección, Wáng Mǎng pudo arrestar a algunos miembros de la elite de los Xūbo (須卜), entre ellos al propio Xūbo Dāng y a su familia, aprovechando esta última ascensión para proclamarle como el legítimo Chányú, con la titulatura Xūbo Chányú (須卜單于). Este nuevo intento será más exitoso que los anteriores, haciendo que el pretendiente ocupase su puesto durante un tiempo más prolongado (entre 18 y 21 d.C.), siendo, sin embargo, condenado al fracaso al igual que los anteriores. Para esta época, las fuerzas de Wang Máng se encontraban ya claramente en desventaja y la derrota amenazaba día a día su gobierno ilegítimo. Finalmente, la xìng de Hàn, liderada por el príncipe Liú Xuán (劉玄) y, por su primo tercero, el príncipe Liú Xiù (劉秀) (ambos descendientes en séptimo grado del sexto Húangdì Liú Qǐ (劉啟)), consiguió aplastarle tan solo dos años después (23 d.C.), justo cuando aún estaba haciendo planes de conquista y subordinación de los xiongnu e intentaba establecer lazos matrimoniales con algunos de los miembros de la familia Xūbo. Por su parte, tanto el pretendido Chányú, como su notoria madre y el resto de la élite y partidarios contrarios a Yú como Chányú, fueron ejecutados, cesándose de facto este grave período de hostilidad abierta entre los xiongnu y la dinastía instaurada por Wang Máng. La actitud mostrada por los líderes en contra de los deseos del usurpador, tendría sus efectos positivos en la política desplegada desde la reinstaurada dinastía Hàn (23-220 d.C.), garantizándose la línea hereditaria legítima desde Yú y sucediéndose una serie de soberanos, que en no pocas ocasiones prestaron servicio activo a Luoyang.
La posición incontestable de Yú le llevaría en determinado momento a poder regodearse y hacerse ver como un verdadero regenerador y poderoso líder, en semejanza a la labor ofrecida y protagonizada por el casi mítico fundador de la confederación, Mòdùn. Esta posición hizo que incluso se atreviese a imponer el propio Chányú tras su muerte, recayendo la responsabilidad en el hijo mayor del Chányú aún reinante: Wūdádīhóu (烏達鞮侯) (46 d.C.), el cual solo vivió unos meses antes de morir y fue sucedido por su hermano Púnú (蒲奴) (46 d.C.–46 d.C./?). Esta medida no fue aceptada por muchos miembros de la familia ni por una parte de la sociedad, que no tardó en aupar tras la muerte de Yú al principal cabecilla de la negativa a Púnú: Bi (比), otro integrante de la familia gobernante ya que era un hijo segundón de Nángzhīyásī. Tan solo dos años después de la subida al trono de los xiongnu, Púnú fue derrocado. A pesar de que este golpe de Estado impuesto por Bì tuvo suficiente vigencia como para sostenerse en el poder durante varios años (48-56 d.C.), su ejemplo dio como consecuencia una larga cadena de gobernantes ineficaces, con oposiciones en el seno de las élites y con más de una injerencia Hàn a la hora de aceptar o rechazar el nuevo candidato al trono del Chányú.
Por su parte, las relaciones cuasi tributarias que ya se habían establecido en época de Jīhóuquǎncè, dieron su segundo paso natural con Bì, cuando este accedió a someterse de facto como un chén, dentro de la propia demarcación territorial Hàn, aceptando ser incluso supervisado por los altos mandos gubernamentales, aunque reivindicando el control y superioridad legal entre los xiongnu como Chányú, así como la perpetuidad de sus cargos y su línea hereditaria. Un sacrificio cometido por la gran necesidad de encontrar un apoyo decisivo que le ayudase a sostener su legitimidad entre todos los grupos de poder xiongnu, al mismo tiempo que sirviese como apoyo ante la agresión de varias hordas nómadas del este que amenazaban con someter sus territorios. Todo ello contaba además con el respaldo legal y el estatus que le ofrecía ante cualquier pretensión alzada por los grupos xiongnu del norte. Este paso político fue el último eslabón que separaba a los xiongnu del sur de ser tratados como un territorio semiindependiente, con legitimidad propia, a ser reconvertidos en una demarcación política y divisoria del Estado Hàn. De hecho, llegarían a ser reinstalados en varias de las comandancias de la frontera, evitando así cualquier problemática ante toda la comunidad aglutinada. Aun con todo, estas medidas no hicieron que la identidad xiongnu y su organigrama político desapareciesen en modo alguno, manteniéndose aún con el intento de sinificación promovido desde Luoyang. Este nuevo modo de vida no tardaría en traer más de un conflicto entre la población sedentaria y los xiongnu, por lo que durante su residencia al sur, ya en territorio hàn, una parte de los xiongnu apoyaron en múltiples ocasiones algunas de las más violentas invasiones organizadas por las hordas hostiles del norte, como la ocurrida en 94 d.C., con la aceptación del Chányú Ānguó (安國) (93-94) para unir sus fuerzas con los xiongnu del norte, promoviendo una rebelión a gran escala. Tal y como ya señalamos anteriormente, la dualidad política y cultural de los xiongnu acabó por decantar la balanza hacia la confrontación, sucediéndose las hostilidades entre los xiongnu del sur y la dinastía Hàn prácticamente hasta el final de la existencia de la propia dinastía. Años después, hacia 188, el legítimo Chányú Qiāngqú (羌渠) (179–188) sería asesinado por algunos de sus seguidores, acusado de un excesivo celo en la colaboración con el gobierno Hàn, que incluía el envío de tropas para sofocar algunas de las rebeliones surgidas en Hebei. El hijo de este último, Wūfúluō (於扶羅) (188–195), intentó sucederle y pacificar los ánimos en el seno de la comunidad, siendo respondido con un derrocamiento de la misma facción contraria al gobierno Hàn. Pese a la humillante expulsión de su legítimo trono, Wūfúluō logró viajar hasta la capital, Luoyang, donde intentó obtener el apoyo decisivo de la corte. Una corte que, precisamente en este momento, se encontraba salpicada por una cadena de conflictos y rivalidades entre facciones, viéndose obligado a desplazarse con sus correligionarios hasta territorio seguro, en torno a Pingyang, en la actual Shanxi. Hacia el año 195 fallecería, siendo sucedido por su hermano Hūchúquán (呼廚泉) (195-216).
En un primer momento, nadie podía imaginarse que este último Chányú iba a ser el último soberano xiongnu legítimo. Sin embargo, los grupos xiongnu dentro del territorio hàn habían demostrado su peligrosidad y grave inestabilidad, pudiendo convertirse en una amenaza directa desde dentro, de manera que desde el exilio obligado de Wūfúluō ya solo se aceptó el mandato directo sobre los xiongnu en territorio Hàn, a manos de un delegado directo de la corte: tal individuo ejercería el control directo de los siempre activos xiongnu, al mismo tiempo que se aceptaba y toleraba la existencia exiliada tanto de Wūfúluō como de su hermano Hūchúquán como los Chányú legítimos. El Hòu Hàn Shū señala como protagonista de esta tarea al citado Lǎo Wáng (老王), que gobernó de facto a los xiongnu hasta la ascensión de Hūchúquán.
Una vez confirmado el gobierno como Chányú, el paso natural era claro: la vuelta al hogar y su labor activa sucediendo al anterior delegado impuesto por el gobierno Hàn, Lào Wáng. La respuesta de Luoyang fue bien distinta: en todo momento permaneció prácticamente como rehén en la corte del Estado, mientras que desde la capital y las principales demarcaciones se delegaban a varios oficiales para controlar a los xiongnu. De este modo, ejerció hasta el final de sus días (216 d.C.) como prisionero político, ostentando únicamente el cargo de Chányú a título honorario, mientras que el nuevo señor del norte, el general Cáo Cāo (曹操), conseguía someter por la fuerza todos los territorios que integraron en su día la propia dinastía Hàn. Al mismo tiempo, Cáo Cāo tuvo la suficiente sagacidad y visión política como para golpear justamente en la parte más débil del organigrama xiongnu: realizó una nueva subdivisión de todas las principales ramas que residían en territorio Hàn, creando hasta cinco subdivisiones (izquierda, derecha, sur, norte y centro), con lo que debilitaba fatalmente una de las grandes bazas del poder xiongnu, que pasaba por ser la unión de las diferentes élites y familias soberanas, actuando como un único cuerpo. Para evitar cualquier convulsión o respuesta demasiado impredecible por los xiongnu, Cáo Cāo esperó hasta la muerte de Hūchúquán, en 216 d.C., para efectuar el plan determinado. Se arruinaba con ello la tan costosa y perseguida unión xiongnu dentro del propio territorio Hàn. La labor desplegada por varios de los Chányú se vio condenada al fracaso, diluyéndose en una suerte de divisiones que, si bien no despreciaron ni olvidaron su pasado y linajes, sí vieron menguar su actividad e importancia dentro del nuevo gobierno de la dinastía (Wèi (魏), reinante entre 220 y 265 d.C.) establecida por Cáo Cāo e instaurada por su hijo Cáo Pī (曹丕) (220-226), el cual depuso al último Húangdì Hàn Liú Xié (劉協) (189-220) y se auto-proclamó emperador poco después de la muerte de su padre (220), y en gran parte de la dinastía sucesora e instaurada por Sīmǎ Yán (司馬炎) (265-290), la conocida dinastía Xī Jìn (西晉), entre 265 y 311 d.C.. Habría que esperar hasta los últimos años de gran descontrol, crisis y rivalidad política en la dinastía Xī Jìn para que los xiongnu se convirtieran en protagonistas políticos de primer nivel en el norte de China.

## El resurgir de los xiongnu y su inclusión dentro de losWǔ Hú(五胡)

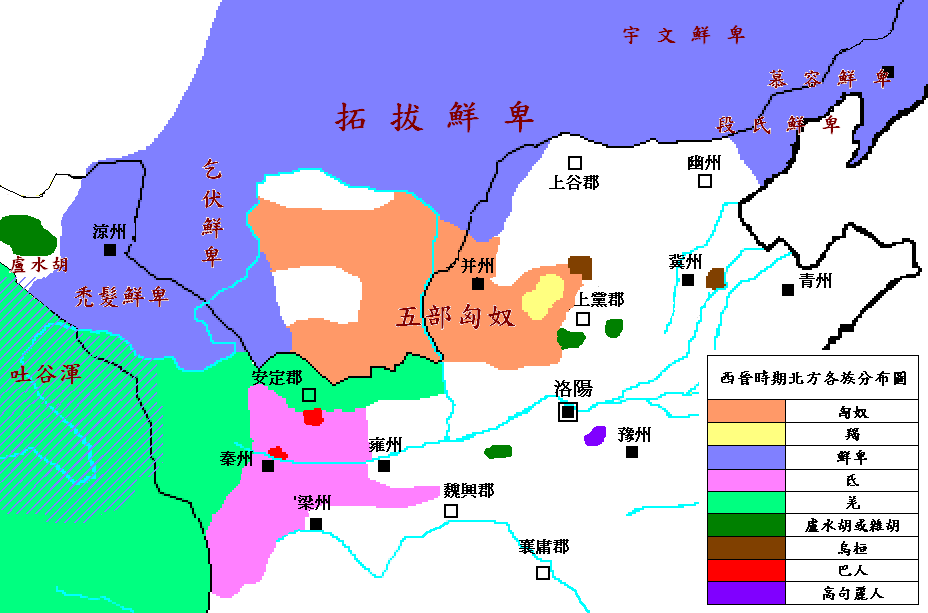
Disposición de la estratégica región del Ordos y parte de las provincias norteñas de la caída dinastía Jìn, en manos de los Wǔ Hú. Las franjas de tono rosado suave, corresponden a los focos xiōngnú (匈奴) situados en el epicentro del Ordos. Las franjas de tono rosado intenso, a la minoritaria disposición de las ramas di (氐) empujadas desde el oeste. Las áreas de tono verde pálido quedan adscritas a los qiāng (羌), manteniendo con firmeza todo el corredor de Gansu y el acceso al altiplano tibetano. Las áreas delimitadas por un tono azulado, a los xiānbēi (鲜卑), en claro dominio de todas las estepas orientales, con expansión al sur. Finalmente, las áreas de tonalidad amarilla, a los jié (羯), en clara minoría y abocados a una pronta desaparición. También se encuentran minorías exógenas a la población hàn, como los wūhuán (tono marrón oscuro), emigrados del lejano Estado de Gāojùlì (en tono morado, siendo el término dado por las fuentes a Corea) e incluso minorías autóctonas, como los bārén (巴人, en torno rojizo), que aún sobreviven inmersos en la región controlada por los di.

Los años de guerra civil devastadora sostenidos primero por Cáo Cāo y sus sucesores, junto con los años de intento de pacificación global dirigidos por Sīmǎ Yán y su inaugurada dinastía, habían dejado una huella palpable de profundos daños tanto en el tejido económico, como en la estabilidad política y la integridad del propio pueblo, junto con gran parte del organigrama de funcionarios, élites y cargos estatales. No obstante, la época comprendida entre 220 y 311 supone una época de transición: en medio de la crisis de una dinastía fallida tras otra, se sucederán excelentes oportunidades únicas para diferentes personajes, que harán increíbles gestas e impredecibles planes políticos, como los que llevaron a varias de las ramas étnicas conocidas entre los Wǔ Hú (五胡), a instaurar por primera vez desde la dinastía Zhōu (周), un gobierno exógeno a la comunidad sedentaria china. La terminología Wǔ Hú ha sido comúnmente traducida de forma general por los autores europeos y muchos sinólogos, como "Cinco Bárbaros", haciendo referencia a la composición étnica de esta agrupación basada en la presencia de los xiongnu, los jié (羯), los xiānbēi, los dī (氐) y los qiāng (羌). La terminología Wǔ Hú fue creada y plasmada por primera vez en la famosa obra Shíliù Guó Chūnqiū (十六國春秋), elaborada en el siglo VI d.C., es decir, casi dos siglos después de los acontecimientos narrados.
Hay que señalar que al mismo tiempo el término hú (胡) no ha sido correctamente interpretado por la mayoría de autores europeos, tendiendo fácilmente a catalogarlo como "bárbaro", cuando su función etimológica dista de indicar no tanto su identidad cultural atrasada o inferior o como elemento despectivo, sino su ubicación geográfica concreta: de este modo, 胡 funciona no con la carga etimológica del término "bárbaro" grecolatino, sino como un carácter que adopta una función de etnónimo, indicando la ubicación concreta de los estratos étnicos aludidos (en este caso, siempre en relación al noroeste del mundo conocido). De hecho, el carácter hú se aplica indiscriminadamente a personajes o dignatarios llegados de Estados situados en el Asia Central y que han sido ligados a culturas como la sogdiana (es decir, puramente una cultura ligada al mundo iranio). Sin embargo, en este caso específico y único a diferencia del uso normalizado en el carácter 胡, nos encontramos ante un uso ya más ligado hacia la alusión foránea, extranjera o ajena a la población nativa. De este modo, dentro del conglomerado de los Wǔ Hú, podemos encontrarnos desde grupos nómadas, hasta grupos semi-nómadas o poblaciones foráneas asimiladas dentro del territorio sínico y sinizadas, como el caso de los propios xiongnu. Al mismo tiempo, en este conglomerado hay grupos que se sitúan muy alejados de su área de origen: este es el caso de algunos grupúsculos xiānbēi, originados en las regiones del noreste, pero desplazadas cada vez más progresivamente hacia el noroeste, intentando llegar a las codiciadas regiones del Ordos, e incluso moviéndose hasta alcanzar el altiplano tibetano, como ocurrió con la comunidad emigrada de Mùróng Tǔyùhún (慕容吐谷渾), fundadora del estado de Tǔyùhún (吐谷渾).
La inestabilidad política que caracterizó el período ya señalado entre 220 y 311, hizo que muchos grupos acaudillados por elites soberanas de estas cinco ramas pudieran encontrar tierras donde instalarse, siendo en un principio las demarcaciones más castigadas y aisladas del poder menguante de Luoyang: es decir, en torno a las comandancias y provincias del norte. A diferencia de las otras ramas étnicas citadas, los xiongnu partían ya con ventaja previa, debido a su asentamiento dentro de las regiones y circunscripciones chinas, por lo que aprovecharon la oportunidad que les brindaba la guerra de los Bā Wáng Zhī Luàn (八王之乱). Consciente de la necesidad de reafirmar su posición si quería evitar el riesgo de ser depuesto de su cargo, o verse inmerso en la guerra civil que ya se había cobrado un buen número de víctimas entre la propia comunidad xiongnu, Liú Yuān (劉淵) (304-310), un hijo del Túqí Wáng (屠耆王) Liú Bào (刘豹) y nieto del penúltimo Chányú reinante, Wūfuluó, aglutinó a sus seguidores y comenzó a extender su autoridad, aprovechando el vacío de poder y la legitimidad, utilizando y valiéndose de los cargos que ya mantenía en representación del gobierno Jìn, al mismo tiempo que reivindicaba su supuesto linaje y conexión tanto con sus propios ancestros e incluso con su ascendencia Hàn, tal y como demostró con la titulatura adoptada para la nueva dinastía impuesta: Hàn (漢), establecida en 304 d.C. Uno de los aspectos a tener en cuenta a la hora de valorar la verdadera naturaleza de este Estado, es la de comprender y analizar esta época como una de las épocas de mayor mestizaje vividas en la historia china: hablamos de constantes movimientos étnicos, múltiples enlaces matrimoniales entre la población sedentaria y la nómada y grandes intercambios culturales, que conducían en la mayoría de casos a la creación de nuevas identidades étnicas y nuevas élites que regirían durante siglos parte del escenario político norteño (tal y como es el caso de los paradigmáticos Tàbá (拓拔), también conocidos como Tuoba o Taγbač, uno de los xìng (姓) (clan) más pujantes de los Xiānbēi, que, liderados por Tàbá Yīlú (拓跋 猗盧), establecieron primero el Ducado (310) y luego el Principado de Dài (代) (315), con capital en Shènglè (盛樂) (40 kilómetros al sur de Hohhot, Mongolia Interior), ciudad que había sido conquistada y colonizada un siglo antes por Tàbá Lìwéi (拓拔力微) (219-277), el primer líder del xìng (clan) Tàbá) y abuelo de Tàbá Yīlú). Contando con este último aspecto, no es adecuado calificar a este Estado como un ente totalmente xiongnu, ya que en su mayor parte la población sedentaria hàn llegó a mantener un importante estatus, sin contar con grupos étnicos provenientes de los Wǔ Hú que encontraron refugio en un primer momento de caos y confusión en el Estado levantado por Liú Yuān. Uno de estos personajes sería, a la postre, otro de los grandes actores de la política norteña: el general jié Shí Lēi (石勒). Con un Estado reforzado por constantes oleadas de refugiados, una autoridad imposible de ser contestada por el deteriorado gobierno Jìn y una zona de control estratégica que le permitía conquistar con relativa facilidad toda la región donde se hallaba justamente la capital Jìn, junto con otras importantes ciudades como Chang'an, Liú Yuān alcanzó no solo la ya pretendida libertad y resurrección "xiongnu", sino que incluso dio el primer paso para la defunción política de la dinastía Jìn y para arruinar el sueño de renovación china que se había perdido ya casi un siglo antes, con el fin de la dinastía Hàn. La xìng de los Sīmǎ no tuvo en ningún momento un apoyo serio a su intento de contraataque al avance de los hú, ya que ni siquiera podía en este momento certificar una soberanía incontestable entre los territorios que aún intentaba controlar para su causa, mientras que varios de los comandantes más capaces no efectuaban avance alguno. No es de extrañar que, ya para el año 311 cayese la mismísima Luoyang (donde el Húangdì Sīmǎ Chì (司馬 熾) (307-311) fue capturado por las fuerzas de Liú Cōng (劉聰) (310–318), hijo y sucesor de Liú Yuān) y marcase el inicio de una nueva época y dinastía: la era de los Shíliù Guó (十六國) y obligaba a la xìng de los Sīmǎ, encabezada por Sīmǎ Ruì (司馬睿) (317-323), a replegarse al sur, buscando el abrigo del Yangtzé, donde mantuvieron los territorios en nombre de la dinastía Jìn hasta 420 d.C. Esta última prolongación de la dinastía ha sido nombrada en su defecto como Dōng Jìn (東晉), diferenciándola de este modo de su anterior período hasta el repliegue al sur.
La toma de Luoyang (311) se realizó justo después de la muerte de Liú Yuān (310) y la ascensión de su hijo y heredero, Liú Cōng. Líder autoritario y de espíritu combativo, Liú Cōng buscó en todo momento culminar la tarea que había comenzado su padre, encargando a varios de sus mejores generales que sitiaran y conquistaran de forma definitiva el principal foco de resistencia Jìn en el norte, Luoyang. Una vez conseguida la magna tarea, Liú Cōng buscó capturar ya de forma decisiva el último foco de poder que les restaba a la dinastía Jìn en el norte: justamente la antigua capital hàn de Chang'an que en este momento se encontraba ya en un estado de avanzada ruina, siendo paradójicamente el centro de control activo del débil soberano Jìn, Sīmǎ Yè (司馬鄴) (313-316), al que ejecutó tiempo después (318 d.C.). Cabe señalar que ya anteriormente, como se había mencionado, Liú Cōng había conseguido capturar a su antecesor en el cargo, Sīmǎ Chì, tras la captura de Luoyang, decretando del mismo modo su ejecución posterior (313 d.C.). Tiempos difíciles y de gran turbulencia, como demuestra la captura y ejecución de hasta dos Húangdì de la legítima dinastía. Tras este último golpe de efecto, la nueva capital escogida para acoger el flamante Estado de Hàn Zhào fue la anquilosada y casi destruida Chang'an, tomando al mismo tiempo una nueva denominación ya durante el gobierno de Liú Yào (劉曜), que fue reconocida únicamente como Zhào (趙) a partir de 319 d.C. Tras esta última modificación del soberano, se mostraba claramente un distanciamiento hacia una vinculación más directa con la tradición china, mientras que se reafirmaba una oposición bastante contundente a manos de varios de los subalternos que en su día sirvieron bajo los gobiernos de Liú Yuān y Liú Cōng. Liu Cong murió en el verano de 318 y su hijo Liú Càn (劉粲) (318-319) ascendió al trono. El comandante de mayor renombre y más poder dentro del nuevo Estado era la épica figura de Shí Lēi. Antiguo esclavo, reconocido líder y uno de los conquistadores de la prestigiosa Luoyang, se había convertido durante años en el principal brazo ejecutor del Estado. Sin contar con la valía y reputación que ya tenía previamente al ponerse al servicio de Liú Yuān, acompañado de múltiples bandas de seguidores. En 319, Liú Càn observando como amenazaba el aumento de poder de Shí Lēi e intentó detenerlo, sin embargo fue asesinado por un golpe palaciego donde luego se masacró a casi todo la xìng de Liú. Liú Yào (劉曜) (319-329, hijo del príncipe Liú Lü, primo de Liú Yuān) reclamaría el trono, pero Han Zhao no sería lo que era después de la muerte de Liú Càn. Para el año 329, el distanciamiento impuesto entre Chang'an y Shí Lēi, junto con los ataques de otros países vecinos y la amenaza de represalias y contraataques de los Jìn desde el sur, acabó con el sueño de Liú Yuān, siendo engullida por el Estado instaurado por su antiguo servidor, Shí Lēi, que era llamado también Zhào (趙).  En una batalla decisiva a principios de 329, Shí Lēi capturó y ejecutó a Liú Yào. Los hijos de este último, Liú Xī (劉熙) (sucesor de su padre) y Liú Yìn (劉胤), continuaron resistiendo durante casi un año para luego ser finalmente ejecutados, por órdenes de Shí Lēi. De este modo, el estado de Han Zhao cayó más tarde ese año. El primer intento de base estatal xiongnu había fracasado, pero no sería el último.

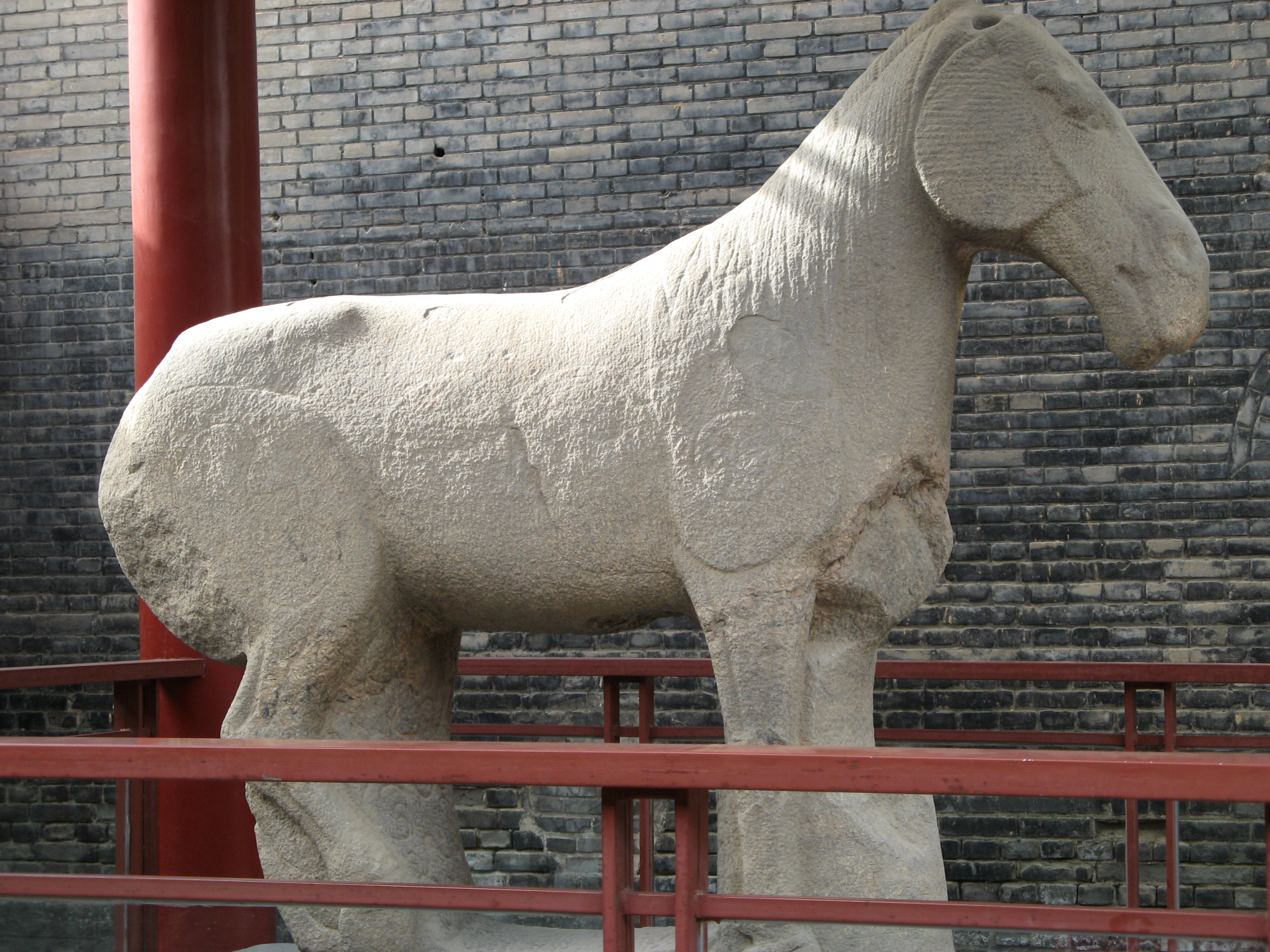
Escultura equina del siglo IV d.C., proveniente de las ruinas de la antigua y mítica capital de Liu Bobo, Tǒngwànchéng (統萬城). Esta última ciudad tiene el privilegio de ser una de los pocos lugares fundados directamente por las nuevas ramas nómadas llegadas al norte de China.

Durante varios años hasta la reunificación de la dinastía Wèi (魏) (entre 385 y 535 d.C.), se sucederían hasta dos intentos breves e igualmente barridos por otros países enemigos. El segundo intento fue organizado por el único miembro superviviente de una rama nómada identificada con los xiongnu, los tiěfú (鐵弗). Este grupo étnico mantendría un cierto control regional heredado de generación en generación a partir de un ancestro ligado a los xiongnu del sur, el citado Liú Qùbēi (劉去卑) (260-272), quien era hijo segundo del penúltimo Chányú reinante, Wūfuluó, hermano menor del Túqí Wáng Liú Bào y, por tanto, tío paterno de Liú Yuān de Han Zhao. Desde finales del siglo III d.C., los tiěfú habrían tenido la suficiente estabilidad y seguridad de prosperar y perpetuar su línea, hasta la expansión llegada desde el este a manos de los taγbač. El enérgico y legendario fundador de la dinastía Wèi, Tàbá Guī (拓拔珪) (descendiente en quinto o sexto grado de Tàbá Lìwéi), hizo aniquilar a gran parte de la horda tiěfú, acabando incluso con casi la totalidad de la familia de un joven y vengativo Liú Bóbó (劉勃勃) (407-425). Contra todo pronóstico, Liú Bóbó logró escapar a la acometida taγbač y, aún más, fundó su propio Estado y dinastía, naciendo así el segundo Estado adscrito a los xiongnu, Xià (夏). Hasta el final de su vida (425), ninguno de los países circundantes pudo acabar con la estabilidad impuesta a golpe de espada por Liú Bóbó, siendo sucedido poco después por sus poco capacitados descendientes, que terminaron por arruinar el legado de su ancestro y cayeron finalmente presas de la ambición taγbač. 

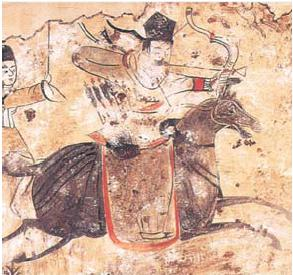
Mural datado durante la dinastía Qián Yàn (前燕, 330-370 d.C.), descubierto en Zhāoyáng (朝陽). En este mural se puede apreciar el ataque a caballo de un arquero con costumbres y vestuario adscritos a la cultura xianbei. No obstante, cabe señalar que esta vestimenta fue adoptada en última instancia por la propia población hàn, reconduciéndose la dinámica sinificadora que tradicionalmente había mantenido la cultura y tradición, teóricamente superior, de la población hàn.

El tercer y último intento restante de independencia y papel destacado de los xiongnu vino por obra de Jǔqú Méngxùn (沮渠蒙遜) (401-433), miembro de otra de las ramas nómadas identificadas con los xiongnu, los jǔqú (沮渠). En su caso, la situación estratégica en torno al extremo noroeste de los antiguos dominios Jìn hacía presagiar una posible estabilidad y permanencia duradera, que no llegó a fraguarse debido a la continua lucha sostenida con otros grupos nómadas llegados al escenario (como el caso de los tūfà (禿髮), junto con la resistencia ofrecida por grupos chinos que intentaban proclamar su independencia de facto y control en la provincia de Liáng (dirigidos por la shì de los Li (李), condenando las actividades y el total de los esfuerzos de Jǔqú Méngxùn a una continua labor de defensa, ataque y reconstrucción frente a sus voraces enemigos en las fronteras, en un intento de consolidar el autoproclamado Estado de Běi Liáng (北涼). Tras su muerte (433), la estabilidad del Estado era tal que su sucesor Jǔqú Mùjiān (沮渠牧犍) (433-439) apenas pudo resistir el empuje de unos taγbač, resueltos a someter todo el norte de China. Lo cierto es que tras la caída de Xià (431), el único Estado que restaba ya por someter todo el norte de China era justamente el de Běi Liáng, tarea que no tardó en abordar el segundo y no menos insigne soberano Wèi, Tàbá Dào (拓拔燾) (423-452). La potencia y prestigio taγbač era de tal calibre, que llegaron incluso a capturar con vida y mantener bajo arresto en la capital Wèi (Pingcheng) a Jǔqú Mùjiān, siendo ejecutado años después, víctima de una intriga palaciega (447 d.C.). Algunos de los familiares que escaparon con vida fuera de Wèi, intentaron prorrogar su independencia y gobierno, estableciéndose audazmente en la actual cuenca del Tarim, donde Jǔqú Wúhuì (沮渠無諱) (442-444) intentó establecer un nuevo Estado a costa de algunos presentes en torno a la Ruta de la Seda. Este intento fracasó en gran medida por la falta de apoyo y legitimidad suficientes como para imponer su autoridad, al mismo tiempo que la lucha encarnizada que sostuvo contra algunos prófugos chinos que también intentaron establecer un conato de Estado hereditario (prófugos como el antiguo general de Xī Liáng (西涼), Táng Qì (唐契). Finalmente, debido a los escasos apoyos, el último representante de los jǔqú, Jǔqú Ānzhōu (沮渠安周) (444-460), acabó siendo ejecutado hacia 460 d.C. a manos de los róurán (柔然), otro de los xìng (姓) (clan) de los Xiānbēi, quienes desde 402 poseían el control efectivo de toda la estepa oriental y ambicionaban someter justamente una de las regiones más importantes en la Ruta de la Seda, Gāochāng (高昌), el último reducto de poder de los jǔqú. Se daba así por concluido el último intento de edificación estatal protagonizado por una rama nómada relacionada con los xiongnu.
El destino posterior de la mayor parte de las ramas xiongnu fue el de la asimilación, integración y mestizaje entre las diversas ramas nómadas circundantes en el norte de China, al mismo tiempo que el término xiongnu fue abandonado progresivamente en los textos chinos a favor de una mayor presencia del etnónimo xiānbēi (鮮卑), consumándose el cambio de rol determinante en la estepa oriental que se había comenzado ya siglos antes con la derrota y decadencia de los xiongnu del norte a manos de los xianbei.

## Teorías en torno a la identificación etnolingüística de los xiongnu
Algunos autores defienden un posible origen en torno a un estrato etnolingüístico iranio. Uno de los grandes adalides de esta identificación es justamente una autoridad reconocida en el campo del orientalismo, Harold Walter Bailey. El autor calibraba una revisión exhaustiva de algunos de los nombres xiongnu citados por las fuentes chinas en el siglo II a.C., adjudicándoles una probable identidad irania. Idea que es apoyada por turcólogos de la talla de Henryk Jankowski, al mismo tiempo que otros, como Christopher I. Beckwith, señalan que incluso los nombres xiongnu podrían ser cognados de ramas lingüísticas escitas, sakas y sogdianas, correspondiéndose de este modo con una variante lingüística irania. Beckwith añade que es probable que el estrato inicial xiongnu pudiese contener cierta influencia directa escita al inicio, cuando apenas conformaban una bù que luchaba por una expansión directa en medio de otras rivales y más poderosas, tomando de este modo un punto de partida basado en el modelo de soberanía y organización iranios. Otros autores reconocidos, como János Harmatta, han llegado a afirmar que algunas de las bù y títulos citados en las fuentes chinas en relación con los xiongnu, están directamente relacionados con la terminología irania, explicándose de este modo las complejas titulaturas aportadas siguiendo la transcripción china de la época, al mismo tiempo que sostiene la posibilidad de la presencia de una rama lingüística irania oriental entre una parte significativa de las bù de los xiongnu. No en vano, algunas de las terminologías adscritas a los xiongnu guardan, en múltiples ocasiones, una estrecha relación con las nomenclaturas wusun, siendo estos últimos unos de los grupos adscritos tradicionalmente al mundo iranio por una parte importante de académicos. Sin contar con el hecho de la presencia activa de una parte significativa de las bù conquistadas a los yuèzhī, el principal grupo identificado unánimemente como perteneciente a la rama irania.

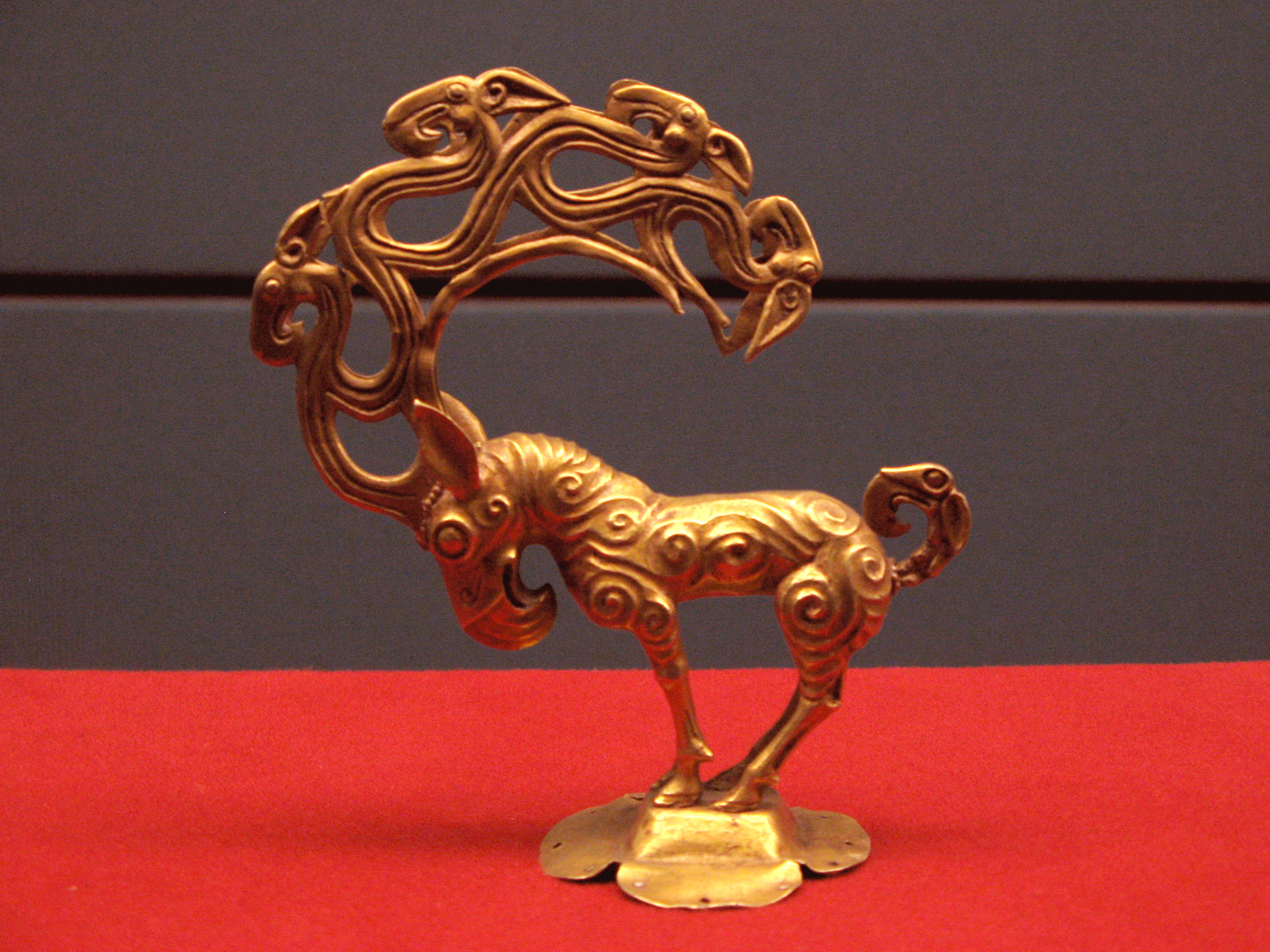
Pieza ornamental nómada, expuesta en el actual museo de Xi'an, China. En la pieza ornamental, podemos advertir una de las obras más corrientes en el arte desarrollado por las ramas étnicas escitas: la fusión de dos especies animales para ilustrar, en su finalidad, la dualidad en una única pieza, de varias partes de los animales utilizados. En la presente pieza, encontramos al final de la cornamenta el relieve de una cabeza identificada con una rapaz, para retraernos a la cabeza de la pieza y encontrarnos, una vez más, con una cabeza de rapaz. Con total probabilidad, las rapaces señaladas son alusiones a los conocidos grifos. En el resto de la pieza, se observa una composición más ligada al cuerpo de un cérvido. Estos restos hallados en zonas tan alejadas del epicentro escita demuestran la permanencia (o influencia) de una parte de la cultura 'escita' dentro de la confederación territorial de los xiongnu.

Una segunda teoría que ha ganado grandes adeptos es la identificación directa de los xiongnu como pertenecientes a un estrato etnolingüístico protomongol, haciéndoles poseedores, por defecto, de una lengua mongólica desaparecida, siendo esta teoría defendida por autores como Denis Sinor o el académico mongol Ts. Baasansuren. Las últimas investigaciones efectuadas a lo largo de la actual Mongolia, junto con importantes descubrimientos realizados en la actual Mongolia Interior, han mostrado una enorme presencia sobre gran parte del territorio mongol, lo que puede dar lugar a una vinculación más cercana con los estratos protomongoles que han sido identificados en múltiples ocasiones, con ramas como la de los dōnghú, el principal y primer enemigo a batir en la expansión xiongnu. La conquista y asimilación de una parte significativa de las bù de los derrotados dōnghú es más que incuestionable: sin embargo, no lo es tanto el nivel de presencia de las ramas protomongolas en la confederación xiongnu, o si una parte significativa de la misma tendría un lugar determinante en la confederación, valiéndose de ciertos rasgos a priori superiores, como era el hecho de constituir el primer poder en la escala nómada en las estepas orientales, por delante incluso de los no menos poderosos yuèzhī. La ausencia casi total de grafía o transcripciones, que puedan ayudar a una identificación con alguna rama lingüística protomongola posterior, tampoco ayuda a sostener esta teoría con gran garantía, pese a los apoyos de académicos convencidos de la misma. A pesar de ello, es una vertiente que mantiene cierta pujanza entre un sector de académicos rusos hasta la actualidad, siendo uno de sus principales defensores ya en su día el célebre Nikita Bichurin, quien consideraba tanto a los xiongnu como a los xianbei dos subgrupos pertenecientes a una misma familia, preeminentemente la familia protomongola. Es significativo al mismo tiempo cómo el mismísimo Činggis Qahan, casi un milenio después, hace referencia a uno de sus excelsos ancestros: el xiongnu Mòdùn.
Una tercera teoría que también ha ganado grandes apoyos y partidarios, es la de señalar una identificación más vertical, hacia un estrato etnolingüístico turco, destacando entre sus defensores, académicos como H. Parker, Jean-Pierre Abel-Rémusat, Julius Klaproth, Kurakichi Shiratori, Gustaf John Ramstedt, Annemarie von Gabain y Omeljan Pritsak. Algunos de estos autores sostienen sin embargo diferencias marcadas a la hora de catalogar el supuesto estrato inicial turco en los xiongnu: unos señalan que la clase dominante podría consistir una elite proto-turca, mientras que la gran inmensidad de bù diseminadas a lo largo de la estepa, estarían compuestas por diferentes demarcaciones étnicas y ramificaciones nómadas de diversas ramas lingüísticas (es decir, pudiendo existir en la misma estratos lingüísticos iranios, proto-turcos, proto-mongoles, tunguses e incluso de estrato sino-tibetano, entre otras). Otras voces dentro de esta teoría, defienden que probablemente se configurase una confederación en torno a una elite proto-huna, que contenía un estrato claramente túrquico, siguiendo por defecto otra de las grandes polémicas suscitadas en cuanto a identificación étnica nómada, la de la identificación huno-turca. Una de las claves de la identidad xiongnu-turcos, ha partido en las últimas décadas, en el estudio intensivo de una de las ramas tribales más señaladas a la hora de adscribir una identidad proto-turca: la rama tribal ya citada anteriormente de los dīngling (丁零), posteriormente reconocidos como gāochē (高車) y tèlēi (特勒). El principal problema a la hora de relacionar o estudiar la relación de estas ramas tan alejadas y a menudo mal identificadas en las fuentes chinas, radica en que tanto sus costumbres, como las afirmaciones sostenidas en las fuentes chinas, no enlazan necesariamente a estos últimos de forma directa con los xiongnu: de hecho, en las crónicas posteriores, los autores tienden a utilizar términos como xiongnu o xianbei no como prueba fehaciente de su vinculación étnica, sino como un término paraguas para hacer una referencia aproximada a su posible identificación étnica. Todo ello, contando con el hecho de que según la fuente consultada, el origen o vinculación étnica de los dīngling puede llegar incluso a variar en su origen o detalle. No obstante, los partidarios de la teoría xiongnu-turcos, va ganando adeptos en los últimos años, aunque sin mantener aún una solidez argumentativa que pueda decantar la balanza para la pretendida identificación étnica y lingüística de los xiongnu.
Una cuarta teoría, fue esbozada por un autor pionero en la polémica de etnicidad xiongnu: Lajos Ligeti, advirtió de la posibilidad de que los xiongnu pudiesen mantener un estrato etnolingüístico yeniseico. Hacia comienzos del 1960, el celebrado sinólogo Edwin Pulleyblank, fue ya el primer autor en expandir esta idea con ciertas evidencias sólidamente argumentadas. Otra voz de autoridad en la materia, Alexander Vovin, retomaría el argumento de Pulleyblank, apoyándose para ello en la fonología reconstruida del antiguo chino impulsada por Starostin y Baxter, así como con la célebre frase jié alojada en el Jin Shu, pronunciada por el famoso Shí Lēi, en el marco de su lucha contra Liú Yào (劉曜), hacia el 328 d.C. Una comparativa y estudio sumamente perspicaz y complicado, habida cuenta la falta aún de pruebas y estudios para relacionar el marco lingüístico de los xiongnu, con la rama yeniseica. A pesar de ello, no hay que olvidar que la rama étnica de los jié, fue señalada en las fuentes como perteneciente al ámbito cultural y político xiongnu, lo que tampoco garantiza una enorme o notoria presencia en la confederación en épocas anteriores o en esta propia época en la que los xiongnu, se han ido entrelazando y mezclando étnicamente, desde su entrada en territorio Hàn. Aun con todo, los últimos estudios realizados por los defensores de la teoría yeniseica, propugnan por una mayor compatibildiad a la hora de traducir la frase señalada utilizando la gramática yeniseica, en lugar de la gramática turca aplicada tradicionalmente. El propio Edwin Pulleyblank ya llegó a sostener la posibilidad de que los títulos xiongnu, fuesen originariamente términos procedentes de las regiones del sur de Siberia, transmitidos como préstamos lingüísticos entre las comunidades proto-turcas y proto-mongolas.

## El polémico vínculo entre los xiongnu y los hunos
Desde que el famoso orientalista Joseph de Guignes (1721-1800) lanzase su teoría de la "identificación etnolingüística xiongnu-hunos", esta vertiente ha logrado sumar en sus filas a un continuado número de sinólogos, académicos y orientalistas, que han calibrado esta opción como la más plausible a la hora de entender la abrupta llegada de los hunos a Europa, provenientes justamente de las estepas centrales. La teoría, lejos de ser una argumentación poco válida, tendría sentido teniendo en cuenta las numerosas migraciones transcontinentales realizadas por no pocos pueblos nómadas, siendo justamente los escitas, pioneros en esta práctica tradicional. Hacia la segunda mitad del siglo XX otros autores comenzaron a expresar su escepticismo hacia este enfoque tradicional, basándose principalmente en el estudio de las fuentes arqueológicas y paleoantropológicas. Para algunos autores, como Otto Maenchen-Helfen, la relación hunos-xiongnu carece de sustento debido, en parte, a la distancia cronológica. Además, las pruebas de ADN realizadas en los restos hallados en época huna tampoco han sido sumamente decisivos o determinantes para otorgar un punto favor de la teoría xiongnu-hunos. Las últimas anotaciones en relación a los xiongnu como confederación o grupo dirigido por una amplia mayoría de xiongnu son precisamente las últimas campañas dirigidas por la dinastían Hàn hacia 89 d.C. y protagonizadas, como ya señalamos anteriormente, por el célebre Dòu Xiàn (窦宪). Por consiguiente, con esta barrera cronológica, de prácticamente casi tres siglos de duración hasta la aparición de los hunos en suelo europeo, una correlación étnica directa entre xiongnu y hunos se antoja como una gran sobresimplificación.
Por otra parte, el uso argumentativo de elementos culturales, como los conocidos utensilios presentes y atestiguados en época xiongnu, aún utilizados en época huna, no prueba directamente que sea una correlación étnica, ya que es probable que fuese meramente una adopción cultural de otros grupos que ya se encontraban en las estepas centrales o los extremos más occidentales de la estepa oriental, siendo mantenidos durante generaciones.
A pesar de ello, algunos autores han esgrimido importantes contribuciones al dilucidar este tema aún espinoso, como el caso del francés Étienne de la Vaissière, quien ha mostrado en sus últimos estudios cómo cierta carta enviada por un comerciante sogdiano relata la invasión del norte de China por los xiongnu con la grafía γwn (xwn), y la referencia en la traducción de antiguos sutras buditas por un monje bactriano de la ciudad de Dunhuang, el cual aplicó la palabra Hūņa para referirse a los xiongnu. Para este autor el vínculo que une a los hunos con los xiongnu es de carácter político y no étnico o lingüístico. Christopher Atwood apoya esta postura y agrega que el sánscrito Hūņa es una transcripción de la palabra *Xoņa, la cual fue escrita en chino antiguo durante la dinastía Han. También argumenta que esta referencia fue transmitida por comerciantes griegos bactrianos a Europa, donde se convirtió en Ounnoi (Oúnnoi) y Huni en griego y latín, respectivamente.